# Baltanás
Baltanás es un municipio y localidad española de la provincia de Palencia, en la comunidad autónoma de Castilla y León. Está situada en la comarca del Cerrato, al sureste de la provincia de Palencia, junto a los límites provinciales de Valladolid y Burgos. Cuenta con una población de 1191 habitantes según el censo del INE de 2019.
Su término municipal cuenta con una superficie de 158,85 km² incluyendo la localidad homónima y la pedanía de Valdecañas de Cerrato, agregada en 1974.
Existen evidencias que este lugar fue habitado por los vacceos, ya que existió un castro vacceo en el actual cotarro del Castillo. Algunos historiadores han llegado a suponer que en esta villa se encontraba situada la antiquísima Eldana, ciudad de los vacceos, mencionada por Ptolomeo en su Geografía (siglo II). Posteriormente esta zona fue poblada por legiones romanas, que durante el Imperio romano, hicieron crecer la población del término baltanasiego, a juzgar por los hallazgos arqueológicos encontrados.
Actualmente, Baltanás es el centro neurálgico y económico de la comarca del Cerrato, al ser su capital. La economía se basa en la agricultura, ganadería, servicios y turismo. La localidad cuenta con una gran variedad de atractivos turísticos como el Museo del Cerrato Castellano, la iglesia de San Millán, la ermita de Nuestra señora de Revilla (conserva la escultura de la Virgen de Revilla, considerada la figura de belén más antigua de España). Otro gran atractivo son las Bodegas de Baltanás, catalogadas como Bien de Interés Cultural.

## Toponimia
El topónimo «Baltanás» es una evolución natural y popular del valle donde se ubica el municipio, llamado antiguamente «Valle de Atanasio».
En diferentes documentos encontrados en el Monasterio de San Isidro de Dueñas se habla de este lugar como «Valle Tanasio», «Valle Athanasii», «Valle Thanasii». En la época de Alfonso VII, en el año 1135, se habla de «Valle de Valtanás». En el año 1145 se desmiembra de «Valle» y se queda con «Valtanás». Posteriormente, con el paso del tiempo la «V» inicial se sustituye por una «B», convirtiéndose en el topónimo actual, «Baltanás».

## Geografía

### Ubicación
El término municipal de Baltanás, que abarca una superficie de 158,85 km², está situado en el Sureste de la provincia de Palencia, a una distancia de 28 km de Palencia y a 62 km de Aranda de Duero; en el antiguo Valle de Atanasio, y fue nombrado Cabeza de la Merindad del Cerrato por los Reyes Católicos, atributo que sigue manteniendo en la actualidad, ya que continúa siendo la capital histórica de la comarca de El Cerrato.
| Noroeste: Hornillos de Cerrato                  | Norte: Herrera de Valdecañas y Torquemada | Noreste: Tabanera de Cerrato |
| Oeste: Villaviudas                              |                                           | Este: Antigüedad             |
| Suroeste Castrillo de Onielo y Valle de Cerrato | Sur: Cevico Navero                        | Sureste: Villaconancio       |

### Orografía

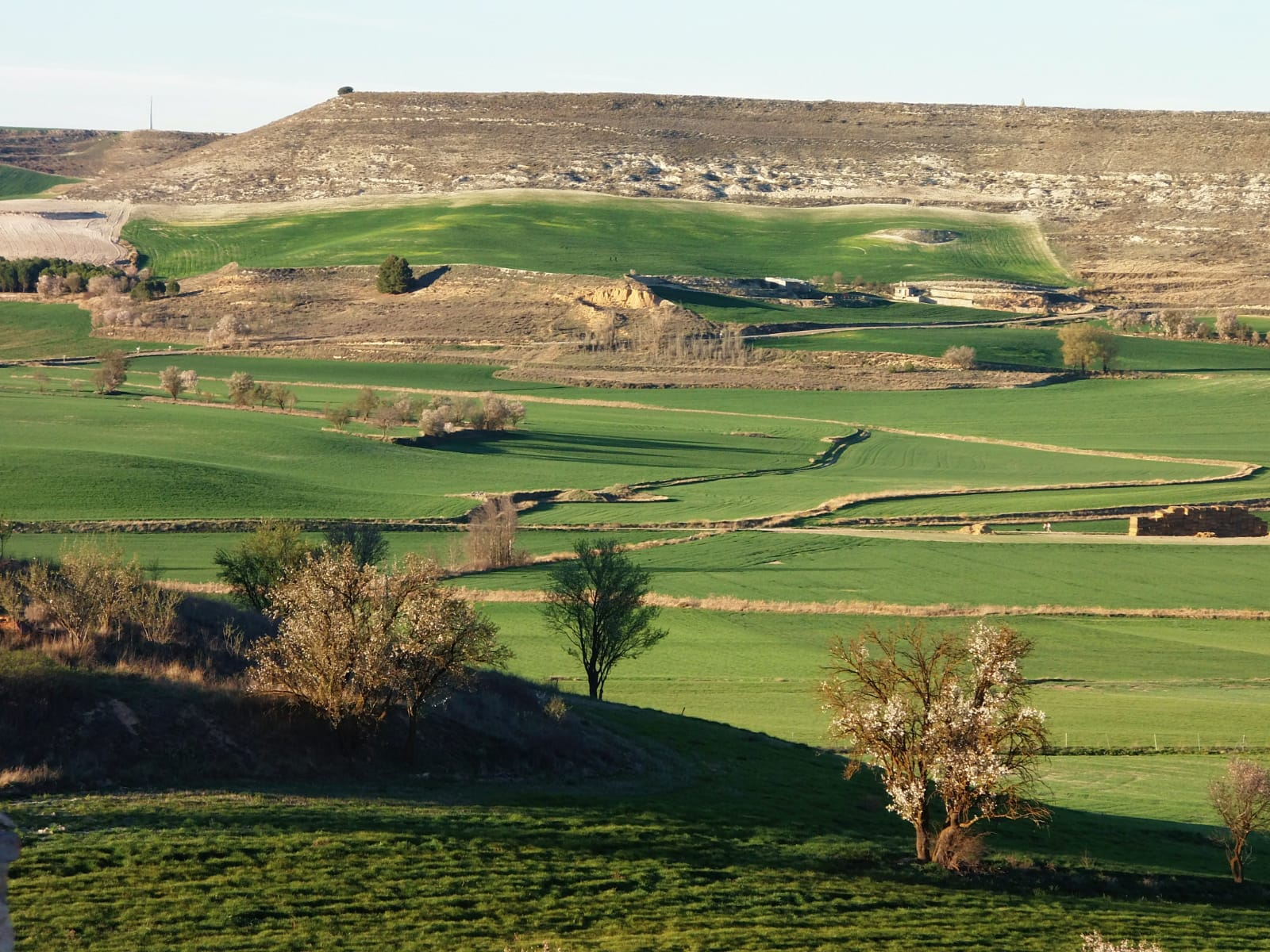
Páramos y valles en Baltanás

La localidad se encuentra en la unidad morfoestructural de valles y páramos calcáreos. Se compone, por un lado, de páramos esteparios, con superficies llanas, muy extensos y con una altura media de 900 m sobre el nivel del mar. El páramo más extenso es el páramo central, que separa los valles de Baltanás y Valdecañas. También se encuentras páramos con menor extensión como: Páramo de Solacueva, Páramo de Correvaldecañas, Páramo de Cabañalta, Páramo de Carracastrillo y los Montes de Cerrato.
Por otro lado, la orografía de la localidad se compone de valles, que son el resultado de la erosión de los cursos fluviales a lo largo del tiempo. Estos valles tienen una altura media de en torno a los 800 m sobre el nivel del mar. Algunos de estos valles son: el Valle del Arroyo Prado y el Valle del río Rabanillo.

### Hidrografía
Por la localidad no atraviesa ningún río, el río Pisuerga es el más cercano localizándose al oeste de Baltanás. En cambio, por la localidad pasan varios arroyos, todos ellos afluyen en el río Pisuerga. Algunos de estos arroyos son:
- Arroyo de Prado.
- Arroyo de Tablada.
- Arroyo de Fuentehorno.
- Arroyo del Rabanillo.
- Arroyo de Fuentelacasa. Atraviesa el núcleo de Baltanás.
- Arroyo de Fuentejera.
- Arroyo del Ojeo.

### Clima
Baltanás se encuentra en una zona de clima continental extremo. Se caracteriza por tener temperaturas extremas en verano e invierno. En cuanto a los veranos, estos son muy calurosos, largos y secos, con casi ninguna precipitación. Los periodos de transición de otoño y primavera son muy cortos. El invierno es frío, con precipitaciones moderadas, con heladas frecuentes, con densas nieblas durante el invierno y algunas etapas de nieve con poca intensidad.

### Geología

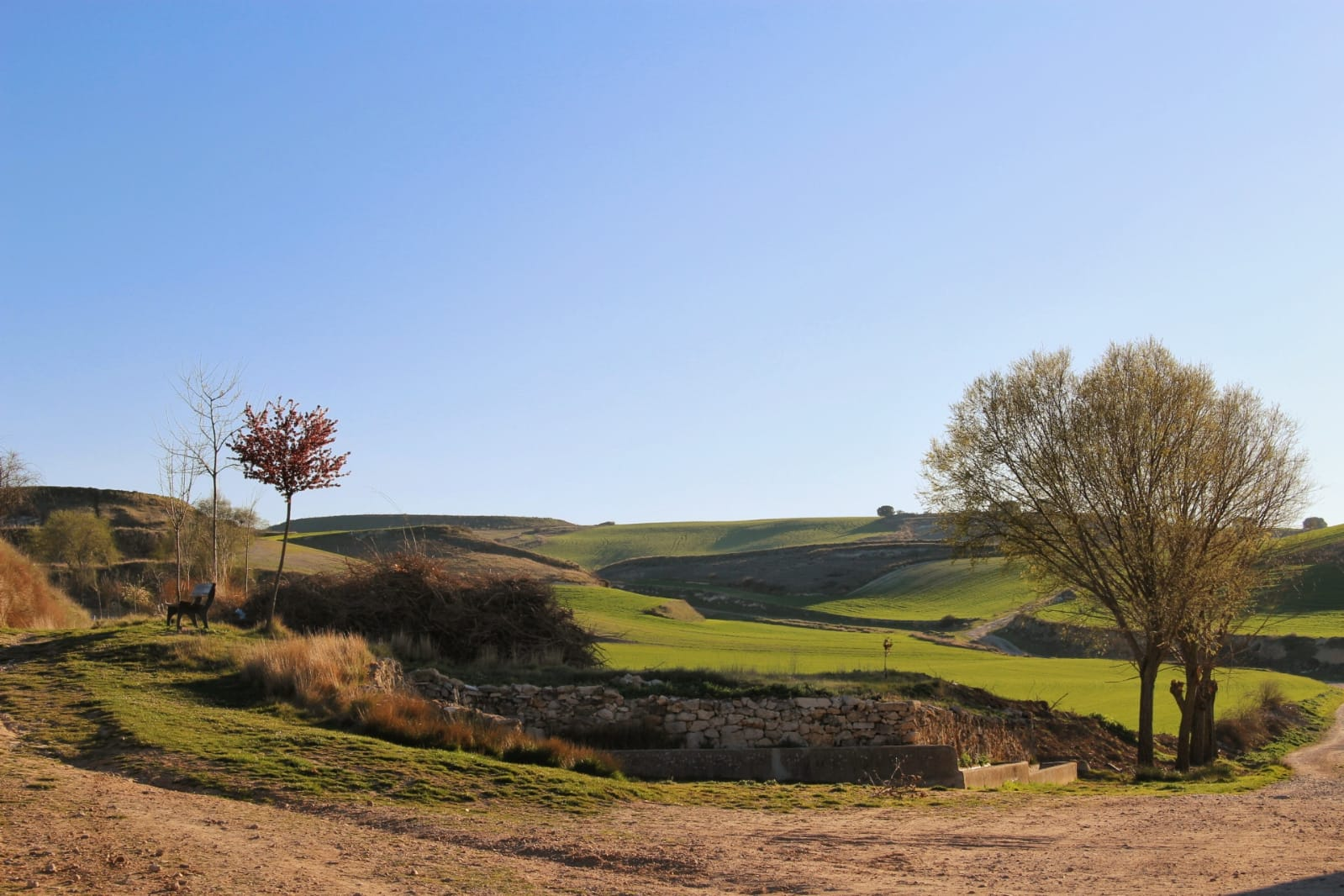
Camino de La Cobata.

El término municipal de Baltanás pertenece a la Era Cenozoica (Mioceno). En los páramos y montes se encuentran minerales como calizas recristalizadas y calizas micríticas. En cuanto a as laderas y el fondo del valle se encuentran minerales como: calizas, margas dolométicas con megacristales de yeso y dolomías, arcilla y margas. En las franjas más bajas se encuentra un estrato estrecho correspondiente al Sarmatiense compuesto por yesos. Durante el siglo XIX y XX esta zona ha sido una explotación de yeso mediante minas.

## Historia
Esta villa y antigua cabeza del partido judicial de Baltanás, fue cabeza de alfoz en la Edad Media y, después cabeza de la Merindad de Cerrato, con posterioridad a Palenzuela. En la actualidad, es la capital de la comarca de El Cerrato. Una buena parte de su casco urbano está ubicado en la falda del cotarro de El Castillo.

### Edad Antigua
Los orígenes de Baltanás se remontan a la llegada de las legiones romanas a la Meseta Norte, donde existió un castro vaceo en el actual cotarro de El Castillo.
Durante el Imperio romano, creció la población en el término baltanasiego, a juzgar por los hallazgos arqueológicos encontrados. Algunos historiadores han llegado a suponer que en esta villa se encontraba situada la antiquísima Eldana, ciudad de los vacceos, mencionada por Ptolomeo en su Geografía (siglo II).

### Edad Media
En el siglo IX se empezó a construir el castillo medieval de Baltanás (actualmente desaparecido), durante las campañas del rey Alfonso III. La villa estuvo amurallada y tuvo varias puertas almenadas (Puerta del Sol, Puerta de la Fragua y Puerta Barriuso).
El primer documento histórico que menciona a Baltanás data del año 1030, cuando el rey Sancho Garcés III hizo una donación a la iglesia de San Miguel de Baltanás. En 1059 aparece Baltanás en otro documento por el que el rey Fernando I confirma las donaciones hechas por su padre el rey Sancho Garcés III. En 1155 el conde Gonzalo Maráñón, hizo el deslinde municipal de los concejos de Baltanás, Palenzuela, Royuela y Antigüedad, que fue aprobado en las Cortes de Toledo en 3 de abril. En 1299, durante la minoría de edad del rey Fernando IV, se juntaron en Baltanás sus enemigos los Infantes Don Juan y Don Alfonso de la Cerda, en la entrada que hicieron en Castilla hasta apoderarse de León y Mayorga.

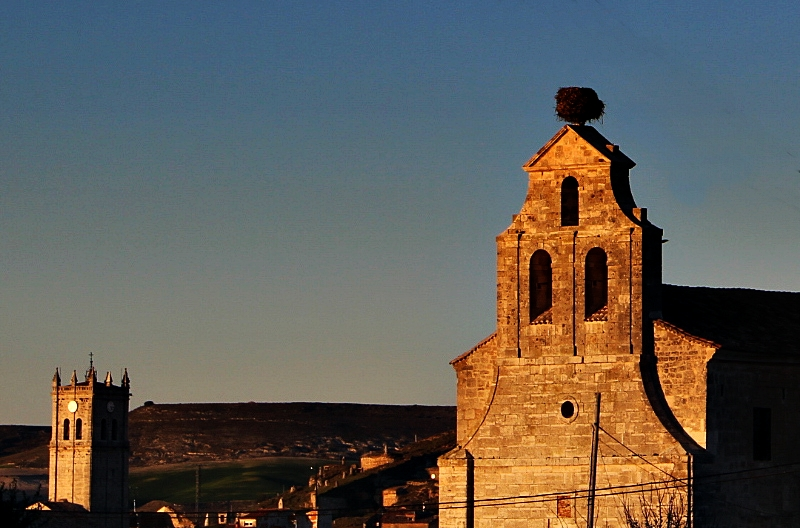
Iglesia y ermita

En 1345, la villa de Baltanás era cabeza del arciprestazgo de Baltanás en el Arcedianato del Cerrato y poseía los templos parroquiales de San Millán y Santa María, dentro del actual término municipal de Baltanás. Existían los siguientes poblados con sus correspondientes parroquias: Santa María de la Aldea (La Aldea) con su iglesia parroquial de Santa María; Valverde (dehesa de Valverde), con San Salvador; Penidillo, con Santa Eufemi); Vilialba, con San Juan; Terrados, con San Martín; Arniellas, con Santa María; Renedo de Baltanás, con San Cristóbal y Fuente Cirio), donde no figuraba ninguna parroquia. Estos lugares medievales pertenecían, en lo eclesiástico, al arciprestazgo de Baltanás. En 1352, la villa de Baltanás se hallaba formando parte de la Merindad del Cerrato y pertenecía al maestre de Santiago. Además, había vasallos de la Orden de San Juan, Juan Rodríguez de Sandoval y otros que se llamaban "Escuderos de Baltanás".
En 1442, por resolución arbitral, se ordenó que Gutierre Fernández de Arenas dejase a la villa de Baltanás el señorío de Terrados y Villalba. A cambio de esto, el Concejo de Baltanás quedó obligado a indemnizar a Gutierre Fernández de Arenas con la cantidad de 75 000 maravedíes y a nombrarle alcalde perpetuo de la villa baltanasiega. En 1451, las fortalezas de Palenzuela y Homillos de Cerrato, ocupadas por las gentes armadas de Fadrique Enríquez, almirante de Castilla, se sublevaron contra el rey Juan II y su favorito Álvaro de Luna. Dichas tropas se apoderaron de Baltanás. Pasados estos disturbios, el rey Juan II mandó a Garci Martínez de Astudillo a que valorara los daños y perjuicios sufridos en Baltanás durante la rebelión.
El 18 de septiembre de 1475 tuvo lugar la Batalla de Baltanás dentro de la Guerra de Sucesión por el trono de Castilla. A la muerte de Enrique IV los partidarios de su hija Juana la Beltraneja no aceptaron la coronación de Isabel como reina de Castilla. Para los opositores a la Reina, su matrimonio con Fernando de Aragón sin autorización regia había invalidado el Tratado de los Toros de Guisando. Alfonso V de Portugal tomó la iniciativa invadiendo Castilla, y cuando este avanzaba con sus tropas en auxilio del castillo de Burgos sostuvo batalla en Baltanás con el conde de Benavente y se apoderó del castillo de Baltanás, una estrategia que tuvo su punto final en la llamada batalla de Baltanás. En ella las tropas portuguesas vencieron a las castellanas y tomaron prisionero a su comandante, el conde de Benavente, pero bien pudo calificarse como victoria pírrica, pues los portugueses, muy superiores en número, sufrieron muchas más bajas y por encima de ello, la batalla cambiaría el rumbo de la guerra. En 1479 los partidarios de Isabel de Castilla ganan la guerra.
Tras la batalla de Baltanás, la reina Isabel de Castilla se presentó en Baltanás para llorar a los caídos, que según parece fueron seis soldados castellanos, y consolar a los vecinos de Baltanás por el saqueo sufrido. La reina concedió a la villa de Baltanás una demora de dos años para todas sus deudas y quiso que sus rentas fueran destinadas a resarcir a los perjudicados.
Durante el reinado de los Reyes Católicos, la villa de Baltanás llegó a la cumbre de su grandeza al ser establecida en ella la cabeza o capitalidad de la Merindad del Cerrato, que anteriormente lo había sido Palenzuela. También, los Reyes Católicos otorgaron a Baltanás el privilegio de que sus alcaldes pudieran ir con vara levantada hasta ciertos pueblos de su jurisdicción.

### Edad Moderna

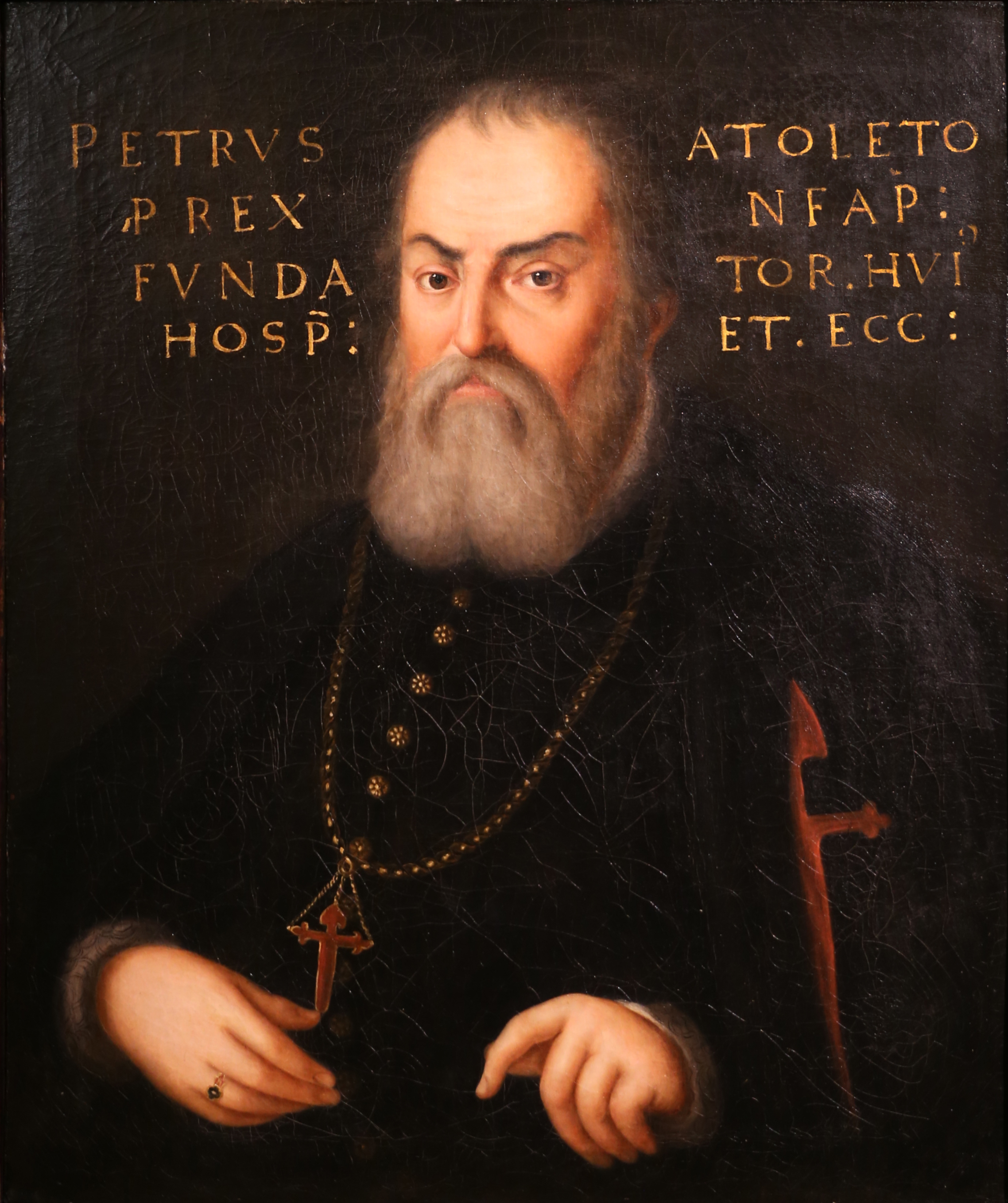
D. Pedro de Zúñiga y Enríquez, IV Marqués de Aguilafuente.

En 1543, Baltanás fue desmembrada de la Encomienda de Castroverde de Cerrato, de la Orden de Santiago.
En 1545, la villa de Baltanás continuaba siendo cabeza de arciprestazgo en el Arcedianato del Cerrato de la diócesis de Palencia. A dicho arciprestazgo seguían perteneciendo el poblado de Valverde y los lugares de Terrados y Arnillas. En 1585, fue subastada la construcción de la iglesia de San Millán, siendo rematada por Francisco del Río, maestro de cantería, de la Merindad de Trasmiera. Dicha obra era conforme a unas condiciones de Alonso de Tolosa. Durante los siglos XVII y XVIII, se edificó la ermita de Nuestra Señora de Revilla.
En el siglo XIV, la villa de Baltanás era señorío del Maestre de Santiago. Después, lo fue del duque del Infantado y de los hermanos Calvo (inquisidores generales en el reinado de Felipe II), que lo vendieron en 1543 a D. Pedro de Zúñiga y Enríques, IV Marqués de Aguilafuente. En 1752, la villa seguía perteneciendo al Marqués de Aguilafuente, conde de Aguilar y señor de los Cameros, quien tenía el poder de nombrar teniente alcalde mayor y dos alcaldes ordinarios, por ambos estados y percibía los derechos de portazgo y Mesa maestral, por razón de vasallaje. En esta época se hallaba un convento de religiosos Franciscanos Descalzos con 32 monjes y Baltanás tenía una población de 450 vecinos y poseía 420 casas habitables.

### Edad Contemporánea
En 1826, Baltanás continuaba siendo villa realenga del Partido del Cerrato, con alcalde ordinario. Su población era de 2840 habitantes. Por entonces, la ermita de Nuestra Señora de Revilla era ayuda de parroquia y, fuera de la población, se hallaban las dos ermitas rurales de San Pedro y San Gregorio, el convento de San Francisco y el cementerio que se construyó en 1804. En la plaza principal, se encontraban la casa municipal y el palacio del duque de Abrantes. Había en la villa una escuela pública con 60 niños, una escuela particular para niños y otra para niñas, con 40 niños de ambos sexos cada una y, un hospital costeado por el señor Godoy. El vecindario se surtía de aguas de la "Fuente Vieja", "Fuente de la La Cobata" y “Fuente Santiago”.[cita requerida]
En 1918 se produce una de las pandemias más devastadoras del siglo XVIII y XIX, la pandemia de gripe de 1918, también conocida como la gripe española. En el partido judicial de Baltanás dejó un total de 282 fallecimientos y 9571 contagiados.
En las elecciones municipales de 1922 el Partido Comunista se presentó a las elecciones de Baltanás con Santiago Rodríguez como cabeza de lista a la alcaldía. Durante los meses previos a las elecciones un cacique baltanasiego quería amañar los votos, miedoso de la victoria de los comunistas. El día de las elecciones el cacique no dejó de intimidar y amenazar, y al realizarse el recuento la protesta fue en aumento hasta la ruptura de las urnas electorales pues los baltanasiegos consideraban que las elecciones habían sido fraudulentas. El cacique llamó a la Guardia Civil de Baltanás y fueron detenidos todos los miembros de la lista comunista y 14 vecinos más, pero la presión popular obligó al cacique a ponerlos en libertad y a realizar unas nuevas elecciones en las que la candidatura comunista ganó por aplastante mayoría, convirtiéndose Santiago Rodríguez en el primer alcalde comunista de España.
Santiago Rodríguez, como alcalde, logró muchas conquistas sociales para la clase trabajadora de Baltanás. Creó la Sociedad Fiesta del Trabajo, que contó con 400 afiliados, en ella se realizaban conferencias y reuniones y en su biblioteca se enseñaba a leer y escribir. Organizó un sindicado de obreros del campo de inspiración comunista, impulsó la Casa del Pueblo de Baltanás que llegó a tener más de 400 afiliados y expropió las tierras comunales de los caciques que se las habían apropiado. Durante estos años en Baltanás se vendían un gran número de ejemplares del periódico Mundo Obrero, por lo que Baltanás fue distinguido por parte de la dirección del periódico, con el galardón de “Pueblo Rojo”. Santiago Rodríguez durante todos estos años fue encarcelado varias veces.
Durante la dictadura de Primo de Rivera (1923-1930) el Partido Comunista de Baltanás fue prohibido y duramente perseguido, Santiago fue destituido como alcalde, pero siguió trabajando en la clandestinidad, llegando a celebrar en 1929 en Baltanás el Congreso Regional del Partido Comunista, de forma clandestina en la casa de Santiago Rodríguez en la localidad. Durante la Segunda República Baltanás tenía el tercer mayor porcentaje de votos al Frente Popular de la provincia de Palencia, el 61%, solo superado por Barruelo de Santullán pueblo minero y por Venta de Baños pueblo ferroviario. Durante la guerra civil española (1936-1939) Baltanás tenía una población que rondaba los 3000 habitantes, la represión que se ejerció sobre Baltanás fue terrible, pues 62 personas fueron asesinadas y más de un centenar sufrieron varios años de prisión.
Durante la década de 1960, el hambre y el desempleo condujo a muchos baltanasiegos a la emigración hacia capitales industriales o hacia el extranjero. En 1974, fue ensanchado, por el nordeste, el término municipal de Baltanás, al serle incorporado el municipio de Valdecañas de Cerrato, en virtud del Decreto 647 del Ministerio de la Gobernación, del 21 de febrero de 1974.
En 2005, se llevó a cabo la recuperación de 27 cuerpos de fallecidos durante la guerra civil española, encontrados en la zona conocida como El Portillo (Portillo de Hornillos). En el verano de 2005 tuvo lugar en Baltanás un acto de homenaje a las víctimas de la Guerra Civil, al que acudieron más de mil personas. Ese mismo día se trasladaron los cuerpos encontrados al cementerio de Baltanás y se depositaron en un gran panteón sufragado por más de 200 personas.
En 2018 Baltanás fue distinguido por la Unión Europea (Europe Direct Rural) como Municipio Rural Europeo 2018 por su labor para mantener su patrimonio y tradiciones y promocionar su arquitectura popular. Con este motivo la localidad cogió la celebración principal del Día de Europa 2018.

## Geografía humana

### Demografía
Cuenta con una población de 1231 habitantes (INE 2024).
| Gráfica de evolución demográfica de Baltanás entre 1842 y 2021 |
| |
| Población de derecho según los censos de población del INE Población de hecho según los censos de población del INEEntre el censo de 1981 y el anterior, crece el término del municipio porque incorpora a 34187 (Valdecañas de Cerrato) |

### Urbanismo

#### Estructura urbana

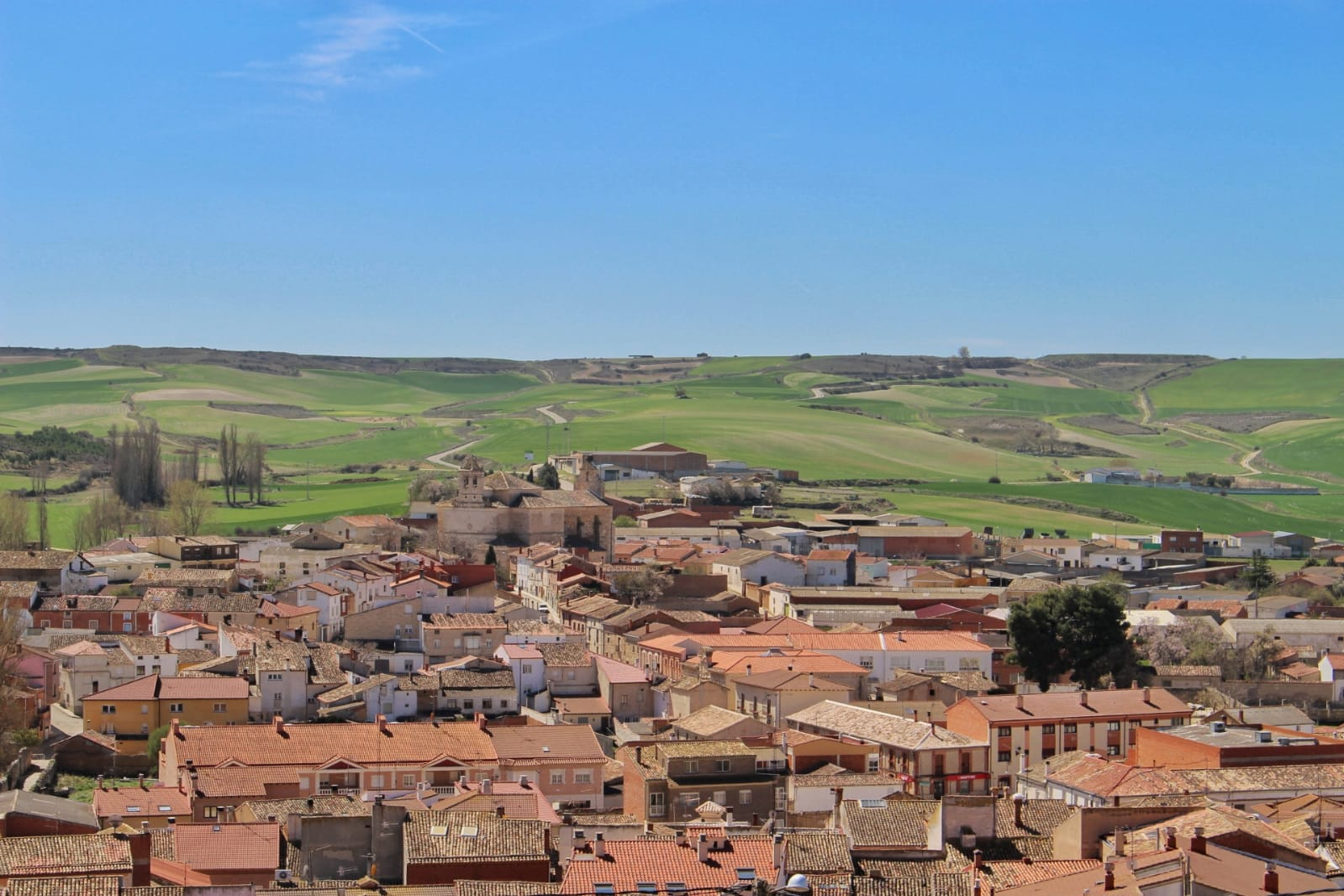
Panorámica de Baltanás desde las bodegas.

Los primeros asentamientos en el municipio son de origen vacceo en el actual cotarro de 'El Castillo'. En la Edad Media se configura el actual núcleo urbano, el municipio se hallaba rodeado por dos murallas medievales. En el primer recinto amurallado, la zona más antigua, se encontraba cerro del Castillo, como lugar defensivo y la iglesia de San Millán. Dentro del segundo recinto amurallado se encontraban los arrabales, uno de los arrabales estaba en torno al antiguo convento de San Francisco y el otro arrabal en torno a la iglesia de Nuestra Señora de Revilla. Todas estas zonas configuran el actual casco histórico. La forma del trazado urbano se caracteriza por ser de tipo irregular: las manzanas de viviendas son compactas con parcelas estrechas y alargadas. Las calles que rodean las parcelas son de tipo callejuelas, estrechas y sinuosas, aunque se encuentran varios viales más anchos, como la avenida Juan José Lucas, calle Real y calle El Tinte. En el casco histórico se sitúan los focos de actividad comercial, hostelera, administrativa y servicios públicos. Además, aquí se encuentran los monumentos históricos como la iglesia parroquial de San Millán, el convento de San Francisco, la iglesia de Nuestra Señora de Revilla, el Hospital Viejo y el Palacio-Hospital de Santo Tomás. En el casco histórico se encuentran los siguientes barrios:
- Barrio del Centro.
- Barrio El Castillo.
- Barrio El Tinte.
- Barrio del Arrabal o Revilla.
- Barrio El Campillo.
- Barrio La Carolina.

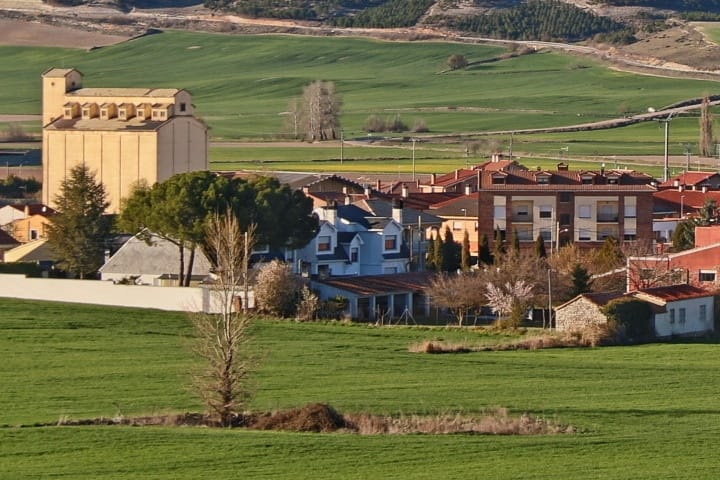
Nuevas urbanizaciones.

Posteriormente, el casco urbano fue ampliándose formando nuevos Barrios y urbanizaciones lineales o dispersas:
- Barrio de San Pedro
- Barrio de Fuentepino
- Barrio de la carretera del Valle
- Zona de la avenida de Pedro Cabezudo
- Zona de la carretera de Palencia
- Barrio La Serna
- Barrio Las Heras

Además de la zona urbana, el municipio cuenta con una zona industrial y de equipamientos públicos. En cuanto a la zona industrial, esta se encuentra diseminada en tres ubicaciones: avenida Pedro Cabezudo, la carretera Valle y el polígono industrial. Por otro lado, en cuanto a las zona de equipamientos públicos, esta se encuentra en la carretera de Palencia, en la avenida Juan José Lucas y en torno al colegio.

#### Arquitectura

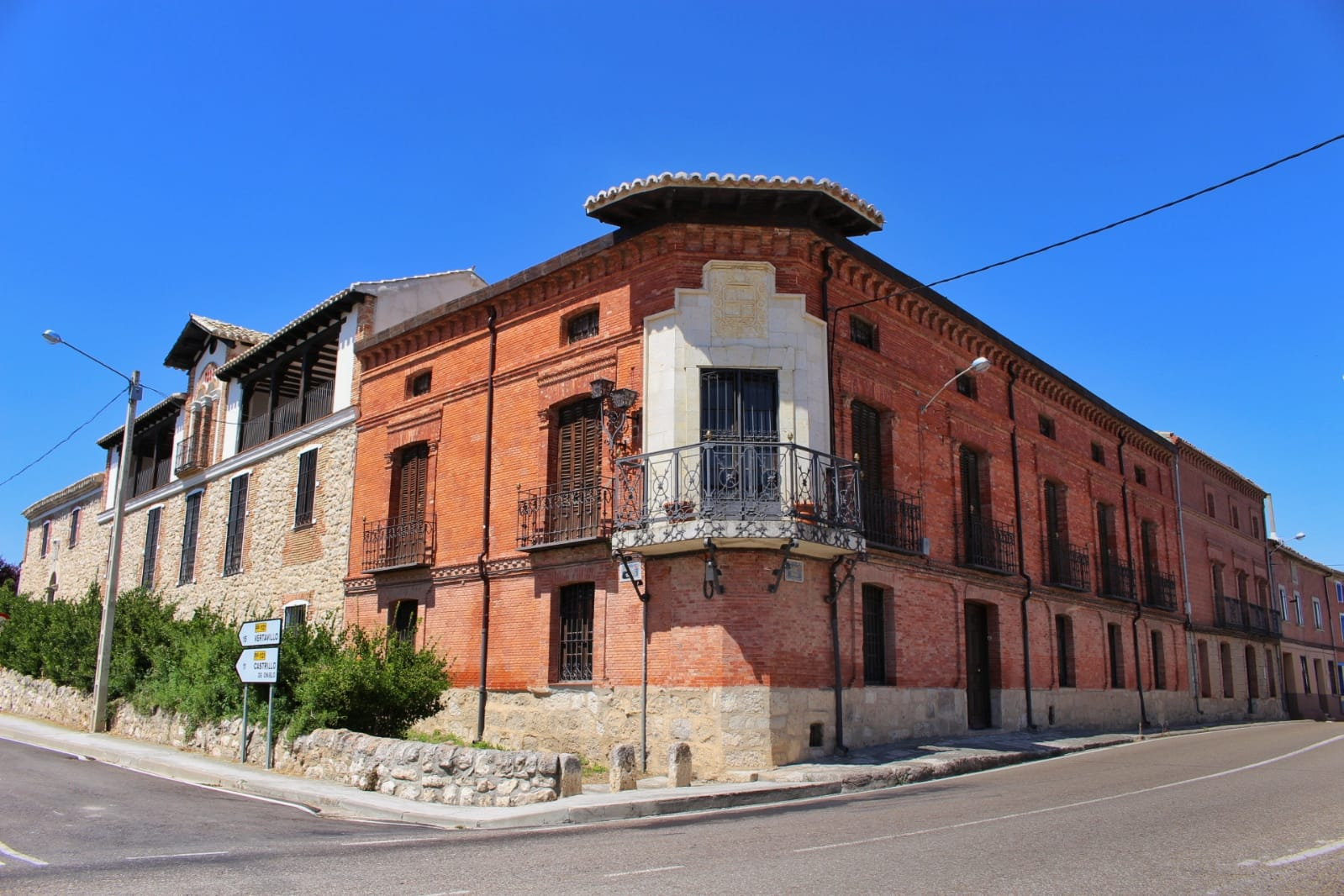
Viviendas en la calle Real

La arquitectura del casco urbano es muy variada. En el casco histórico predomina la vivienda tradicional unifamiliar de una o dos plantas con patio, con fachadas alineadas formando manzanas. Los materiales predominantes en estas construcciones son la piedra, madera y adobe recubierto de yeso o cemento de colores tierra. También encontramos viviendas con fachada de ladrillo de estilo modernista. Las cubiertas son inclinadas recubiertas de teja cerámica, en su terminación cuentan con pequeños aleros con canecillos de madera o tejas voladas. Aunque también existen en esta zona nuevas edificaciones unifamiliares de hormigón y ladrillo modernas. No obstante encontramos otros tipos de edificaciones, como chalets aislados, chalets adosados, edificaciones pareadas, viviendas colectivas con 3 o 4 alturas, edificaciones agropecuarias tradicionales, edificaciones industriales y naves agrícolas.

#### Principales calles y plazas

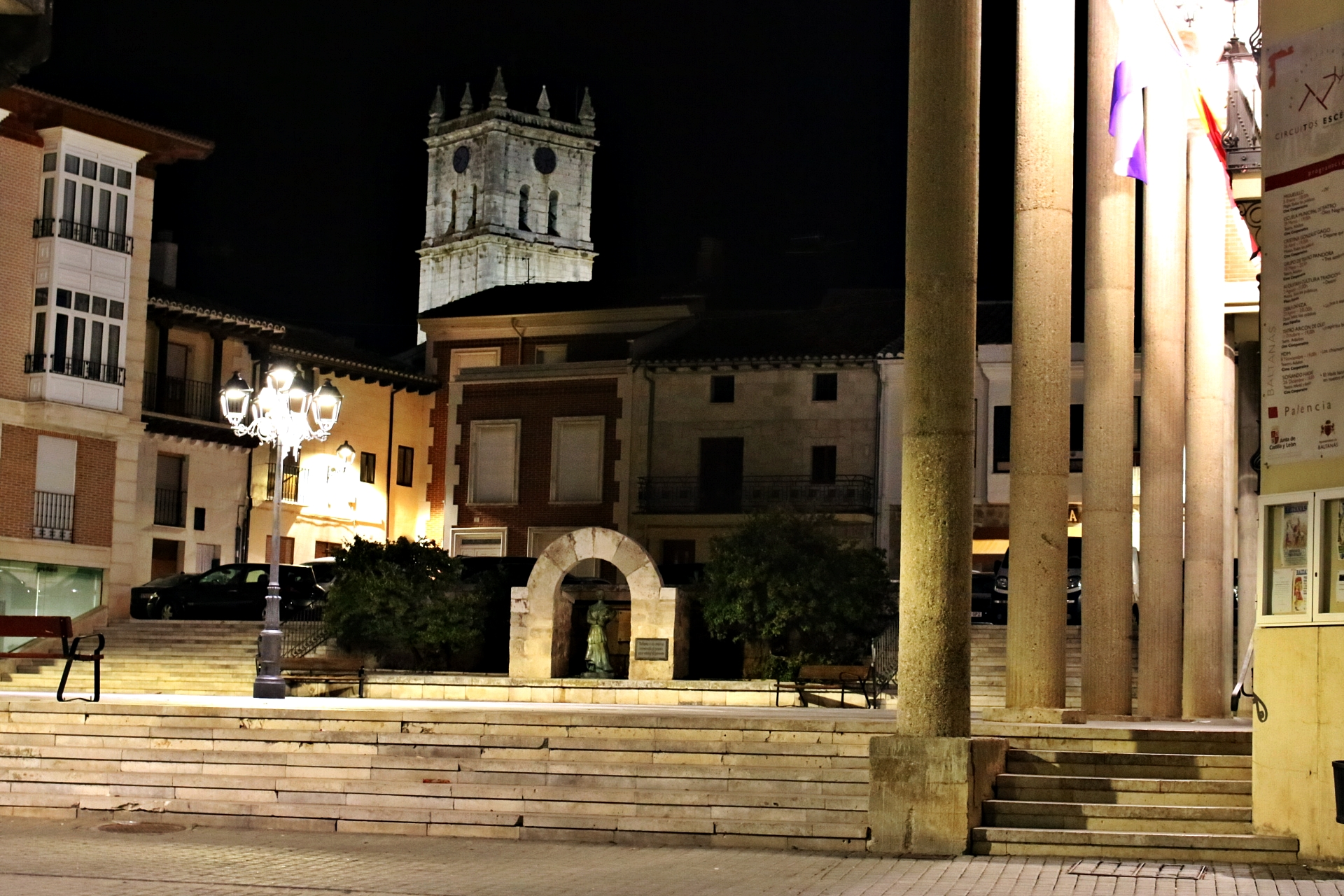
Plaza de España

La localidad cuenta con un gran número de calles, muchas de ellas con poca longitud formando callejuelas, todas estas dan a parar a una vías más grande, que se caracteriza por ser más ancha. Algunas de las calles más importantes son las siguientes:
- Carretera Palencia.
- Carretera Valle.
- Carretera Hornillos.
- Carretera de Castrillo.
- Avenida Juan José Lucas.
- Avenida Pedro Cabezudo.
- Calle Mayor.
- Calle Real.
- Calle Los Olmos.
- Calle El Tinte.
- Calle de la Virgen.
- Calle San Millán.

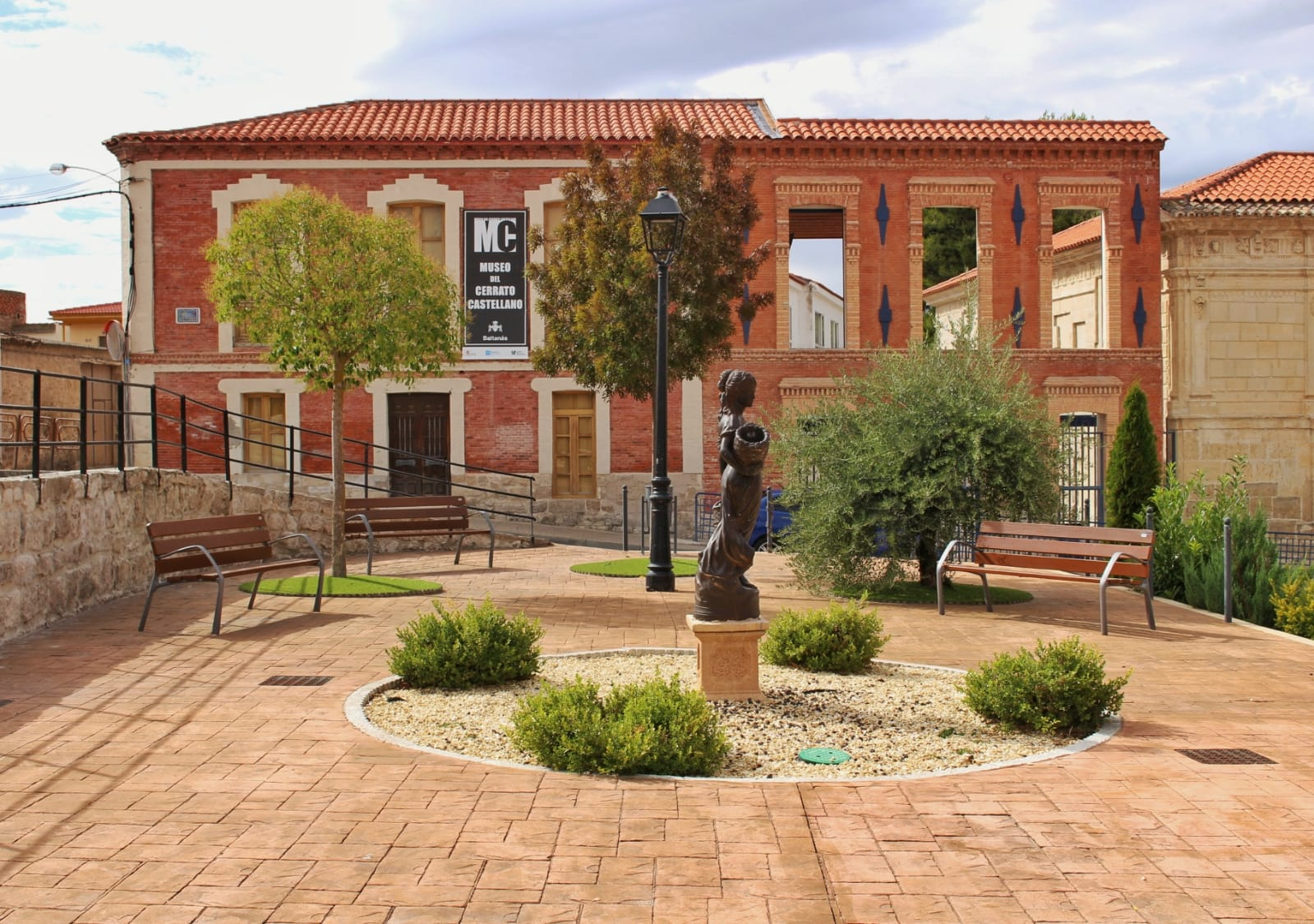
Plaza El Arrabal.

Además de las calles, en el municipio también hay varias plazas que organizan las diferentes calles. Las plazas más importantes son las siguientes:
- Plaza Mayor.
- Plaza Las Escorraladas.
- Plaza Los Olmos.
- Plaza Belén.
- Plaza Arrañales de Revilla.
- Plaza El Arrabal.
- Plaza de San Pedro.
- Plaza del Campillo.

#### Parques y jardines

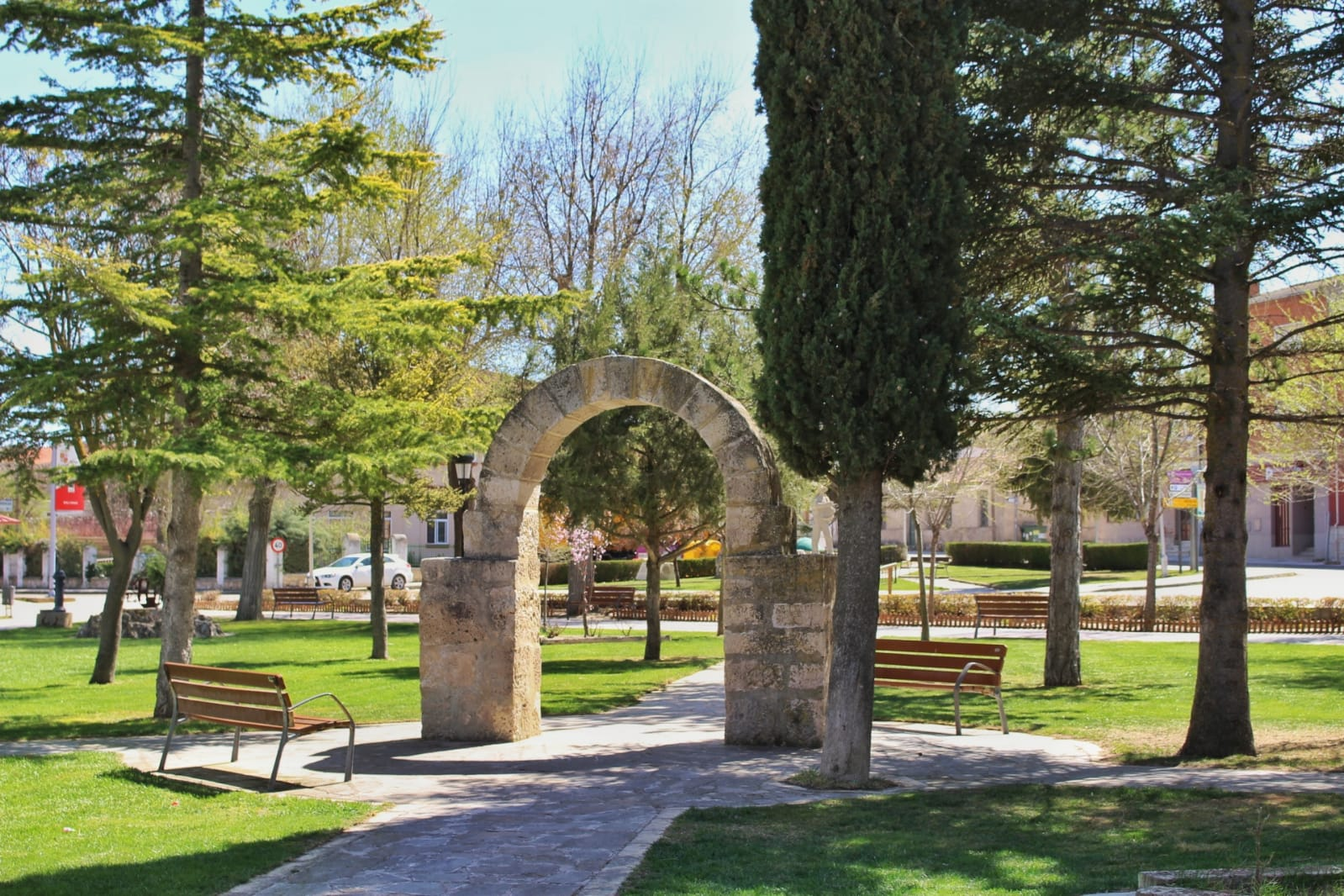
Arco del parque La Carolina.

- Parque La Carolina: Ubicado en la entrada del municipio, es el parque más grande de la localidad, ocupando una superficie de 7885 metros cuadrados. Linda por el norte con la calle La Carolina, por el este y sur con la calle Héroes del Alcázar, y por el oeste con la calle San Pedro. Dentro de su recinto se ubica la Escuela Infantil La Carolina. Además, el parque cuenta con una fuente ornamental, un arco de piedra, un anfiteatro, aparatos de gimnasia de mantenimiento y una gran zona de ocio infantil con columpios con una fuente de agua potable, además del terreno arbolado, y de espacios habilitados para el esparcimiento.[27]

- Parque El Pilón: Se encuentra en el centro del pueblo, cercano a la plaza de las Escorraladas. En este parque existía hasta finales del Siglo XX los lavaderos de ropa. Actualmente es un lugar de esparcimiento con árboles y mesas con bancos. Junto al parque se encuentra la fuente Vieja, más conocida como El Pilón, un antiguo abrevadero de piedra para beber agua el ganado.[28]

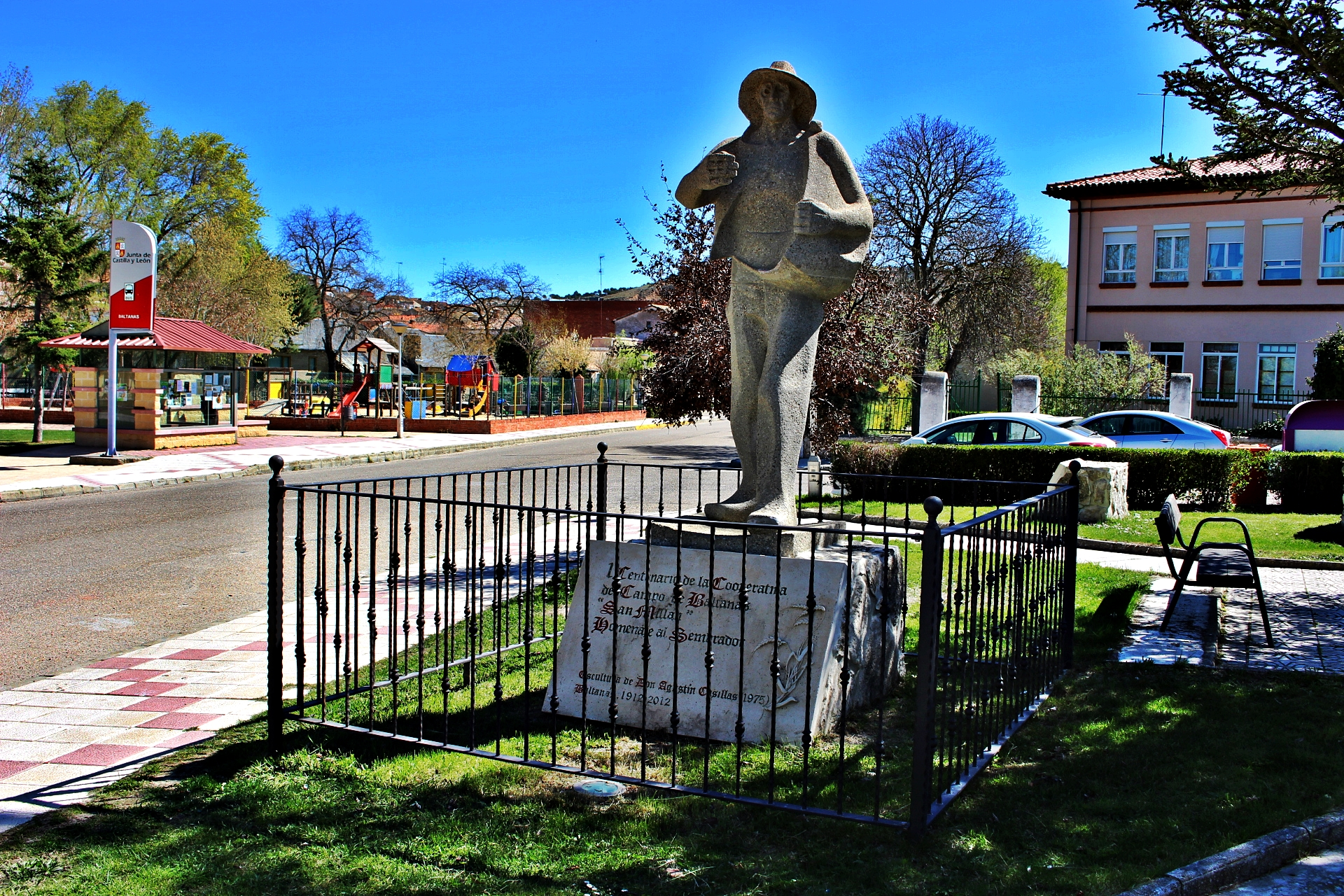
Escultura del Sembrador

- Parque de San Pedro: Escultura del SembradorEsta pequeña plaza se ubica a la entrada al municipio, frente al parque La Carolina. En ella se encuentra la escultura El Sembrador, una escultura realizada por el artista Agustín Casillas Osado en 1975. Se ubicó en este lugar en el año 2012, como homenaje al mundo ganadero y agrícola en el primer centenario de la Cooperativa del campo San Millán de Baltanás.[29] Además en este lugar se encuentra una maqueta de un chozo de pastores.[30][31]

- Fuente de La Cobata: ubicado en el extrarradio del municipio, a un kilómetro de distancia de él. Es una zona natural con gran vegetación en la que existe una fuente de agua mineral. Junto a la fuente, de donde procede su nombre, se encuentra una pequeña cueva a modo refugio construida en piedra de mampostería.[32] Es una de las zonas más emblemáticas del municipio porque en antes de la llegada del agua potable al municipio, las mujeres iban con los cántaros a por agua para beber y cocinar. Además, acadían a ella los mozos después de trabajar para cortejar a las muchachas. Debido a esto, en este lugar se creó la Jota de La Cobata, un ejemplo de folklore típico de Baltanás que se remonta al siglo XIX.[2][33]

El agua de la Cobata; del pueblo de Baltanás; el que bebe se casa; y no se quiere marchar. Saca la manta Luciano; y vámonos a saltar; tú te vas por la Cobata; y yo por el aguachal. El par del Tío Cara-Tuna; es el mejor presentado; los burros con rozaduras; y el carro desvencijado.
Cepeda Calzada, Pablo (1983). Baltanás, capital del Cerrato. Apuntes para un pueblo. Institución Tello de Meneses.

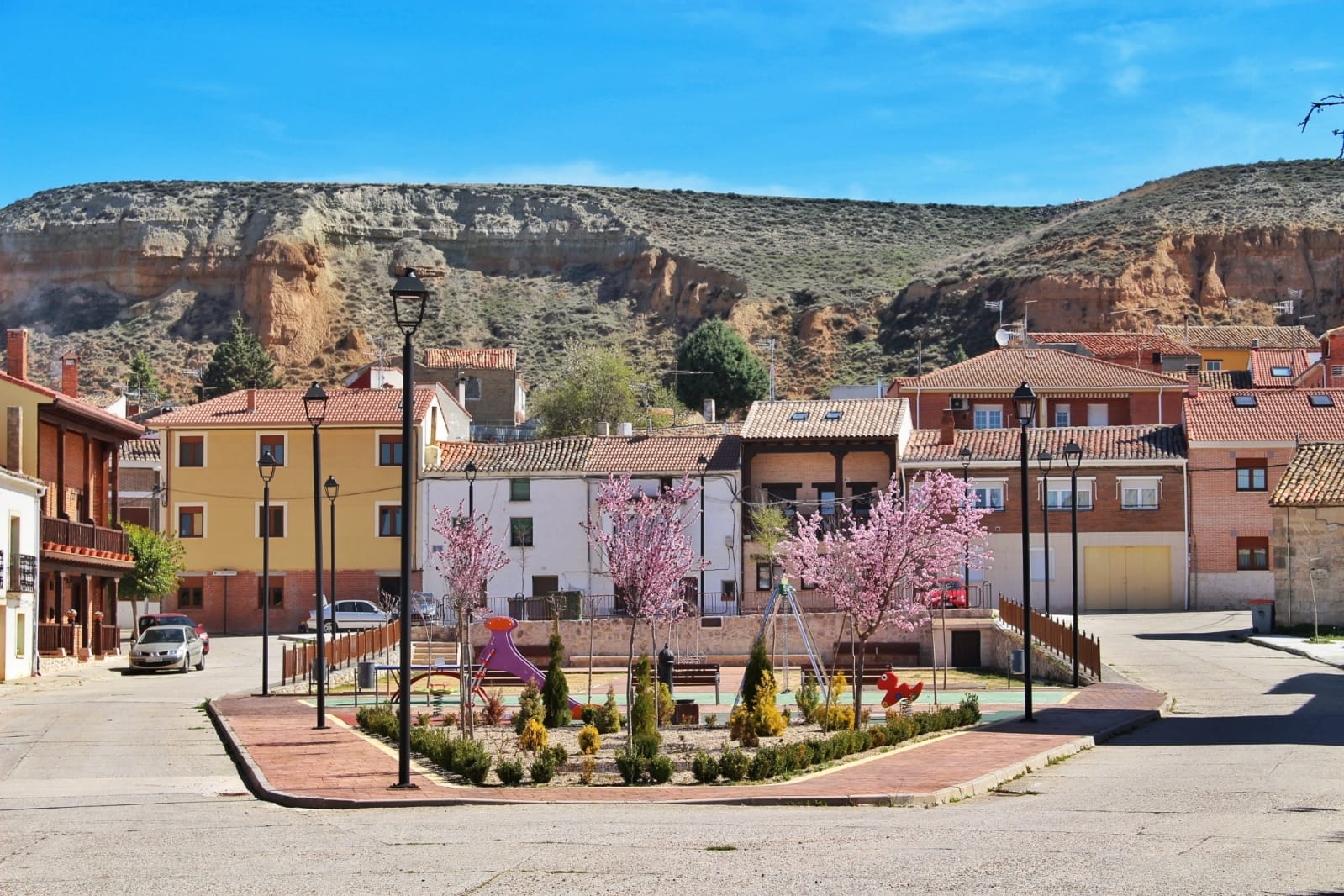
Plaza Los Olmos

- Plaza Los Olmos: Se localiza en el barrio del Tinte. Fue una alameda con 80 olmos de los frailes del cercano Convento de San Francisco. A finales del siglo XVII hubo un pleito entre la comunidad franciscana y el concejo de Baltanás por la madera, ganaron el pleito los vecinos del municipio y con esa madera se hicieron las mayoría de los lagares de las Bodegas de Baltanás.[34] Actualmente en estos terrenos hay una gran plaza divida en tres zonas, una zona de juegos populares con cuatro pistas de tierra para Tanga, Bolos y Morrillo. Una segunda zona recreativa con una mesa de pin-pong y una tercera zona de equipamiento infantil con columpios. Toda la plaza está rodeada de bancos y árboles.[2][35]

### Comunicaciones

#### Red viaria

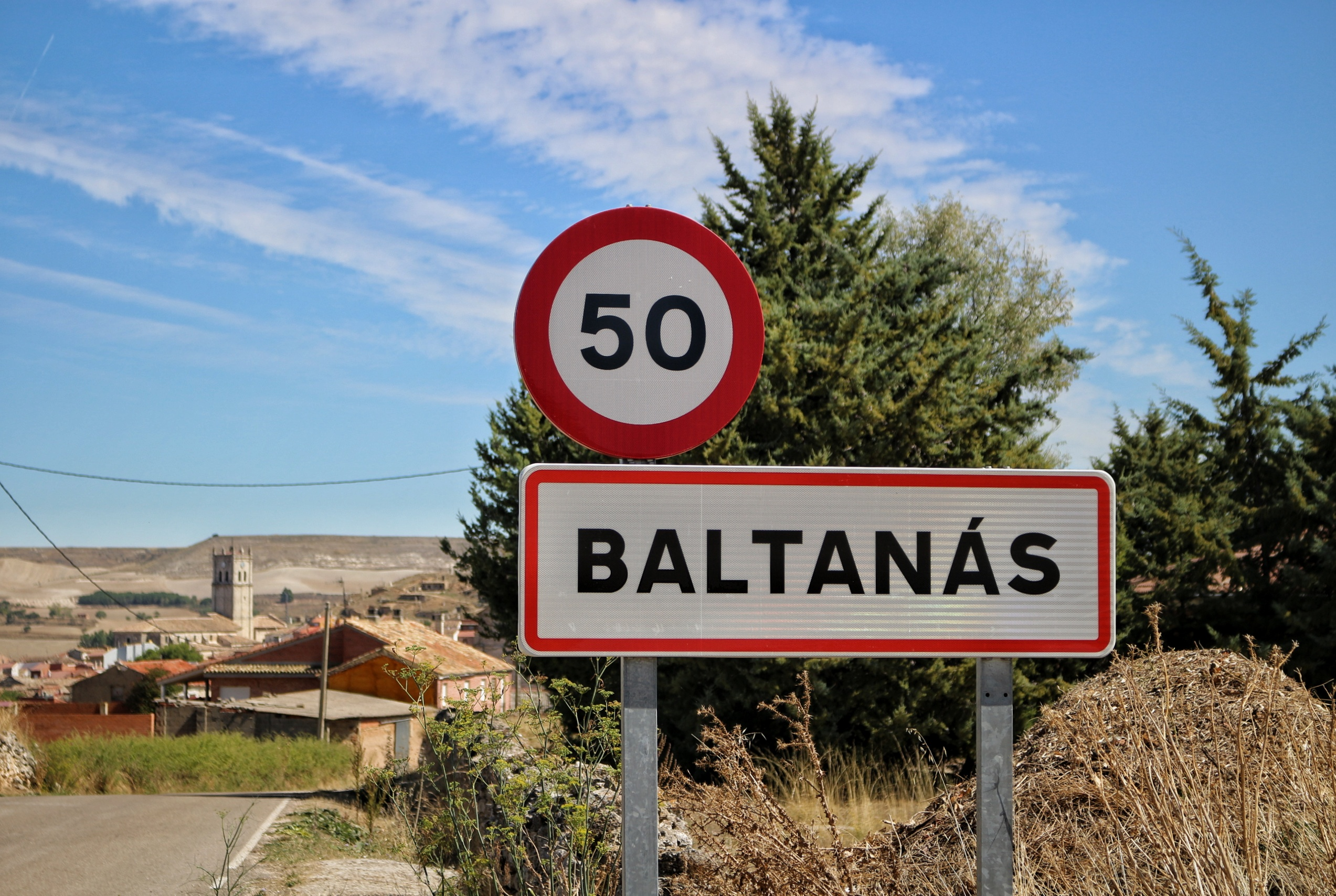
Señalización en la carretera provincial PP-1121

Dentro de la red de carreteras, Baltanás cuenta con las siguientes conexiones:
| Identificador | Denominación                                 | Itinerario                                                          |
| ------------- | -------------------------------------------- | ------------------------------------------------------------------- |
| A-62          | Autovía de Castilla                          | Comunica Burgos con Portugal.                                       |
| CL-619        | Carretera autonómica                         | Comunica Magaz de Pisuerga (Palencia) con Aranda de Duero (Burgos). |
| P-130         | Carretera autonómica (Itinerario Preferente) | Comunica Baltanás con Torquemada pasando por Hornillos de Cerrato.  |
| P-131         | Carretera autonómica (Tramo Local)           | Comunica Baltanás con Valdecañas de Cerrato.                        |
| P-141         | Carretera autonómica (Tramo Local)           | Comunica Baltanás con Lerma, pasando por Valverde, Antigüedad.      |
| P-120         | Carretera autonómica (Tramo Local)           | Comunica Valle de Cerrato con Baltanás pasando por La Aldea.        |
| PP-1121       | Carretera provincial                         | Comunica Castrillo de Onielo con Baltanás.                          |

#### Transporte público

##### Autobús

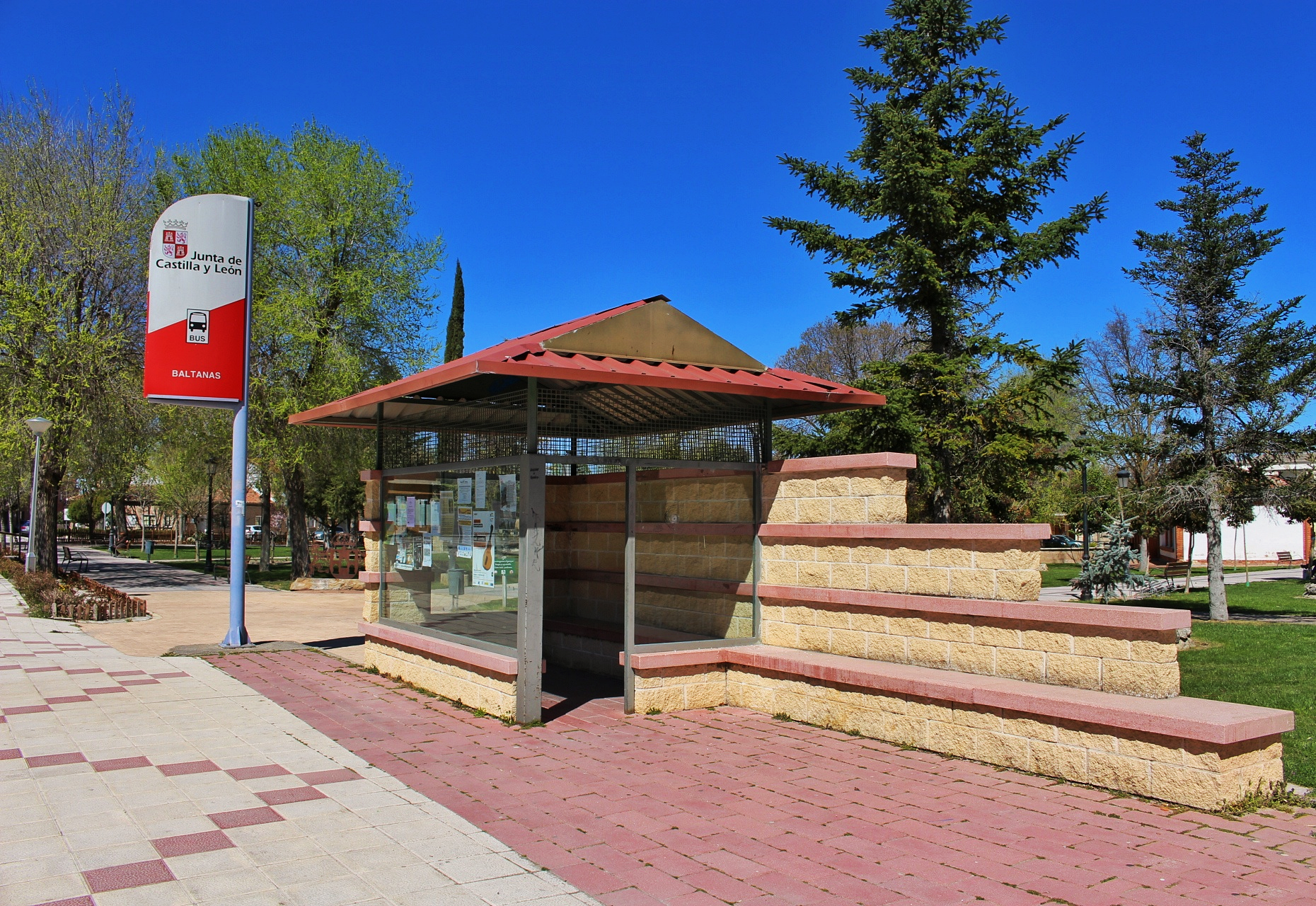
Marquesina de bus

Para el transporte de viajeros por autobús, la compañía Autocares Antolín ofrece un servicio regular entre el municipio y Palencia, pasando por Villaviudas, Reinoso de Cerrato, Soto de Cerrato, Magaz de Pisuerga y diferentes paradas en la ciudad de Palencia. Este servicio se realiza de lunes a viernes con dos horarios de ida y vuelta.
En cuanto al transporte nacional, la ruta de autobús Burgos-Barcelona de la empresa ALSA tiene una parada en Baltanás con destino Burgos, Logroño, Zaragoza, Lérida y Barcelona.
Otra de las rutas nacionales que comunican Baltanás con otros destinos es la ruta Palencia-Madrid con destino en Segovia y Madrid ofrecido por la empresa Avanza Bus.

##### Taxi
Además, el municipio cuenta desde 2016 con una licencia de taxi adaptado para discapacitados. Tiene su parada en la avenida Juan José Lucas, junto al centro de salud.

### Economía

#### Sector primario

##### Agricultura
La agricultura representa en torno al 20% de la actividad económica de Baltanás. El cultivo más desarrollado es el de tipo herbáceo, por el carácter secano de la zona. Imponiéndose el trigo, que suponen más de tres cuartos de la producción agrícola con 11 734,9 ga, en segundo lugar se encuentran los pastos con 3 015,20 ha. En el término municipal se asienta una cooperativa agrícola.

##### Ganadería
El principal sector ganadero en Baltanás es el de tipo ovino, contando en la actualidad con unas 1000 cabezas. Además, también se encuentran en la localidad otras explotaciones ganaderas, como: dos granjas de cerdos, dos naves de conejos y una granja de vacas.

#### Sector secundario

##### Industria
La mayor industria de la localidad por número de empleados es una quesería. Aunque también hay diferentes Pequeñas y Medianas Empresas localizadas en el municipio como por ejemplo empresas de construcción, materiales de construcción, electricidad, fontanería, telecomunicaciones, arquitectura, talleres mecánicos, y carpinterías de metal y madera.
Polígono industrial de Baltanás
La localidad cuenta con un parque industrial municipal. Está situado en la entrada al municipio a 600 m de él, en la carretera CL-619. Cuenta con 10 hectáreas de suelo industrial repartido en 40 parcelas de 300 a 9000 m².

#### Sector terciario

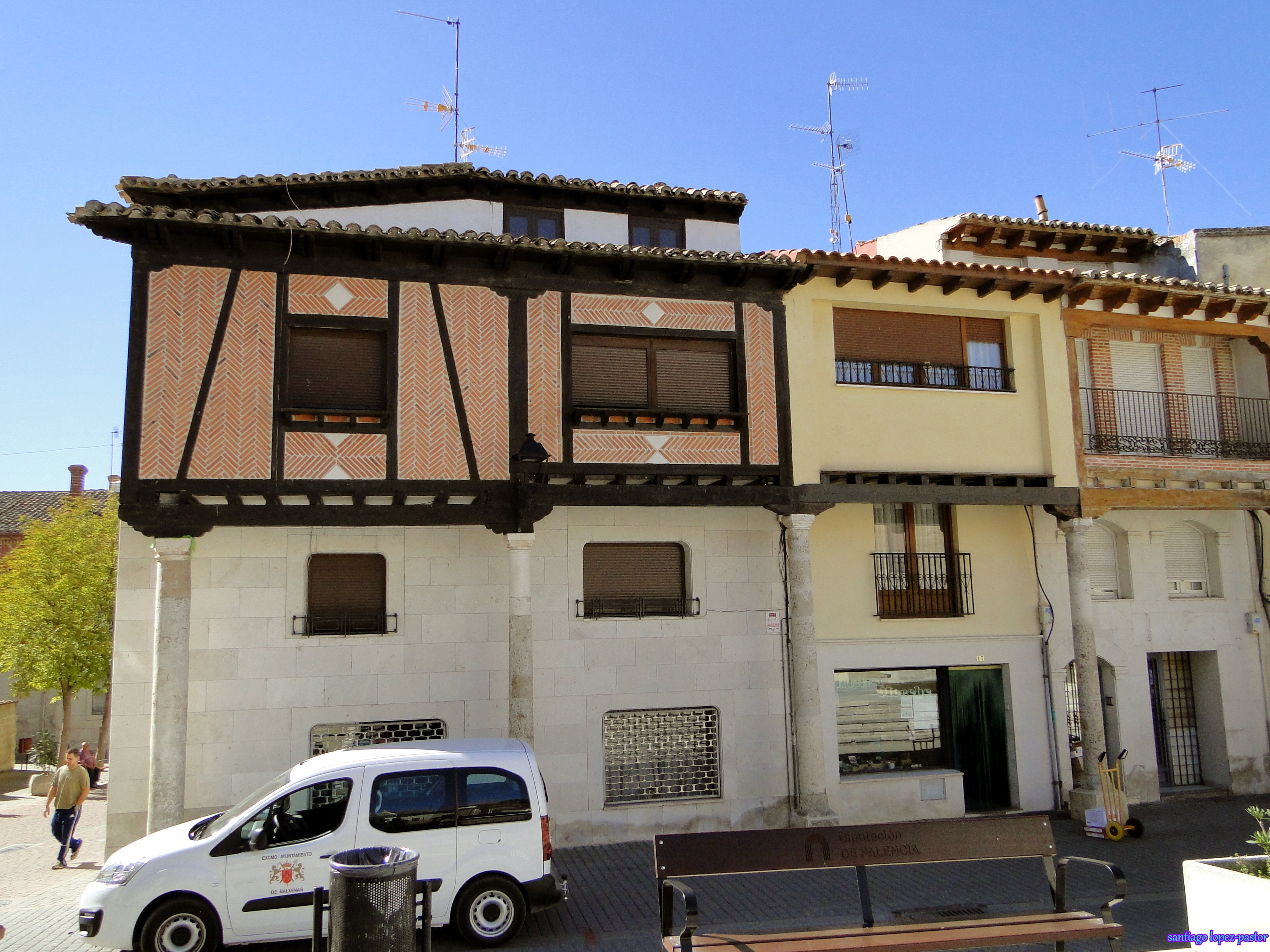
Comercios en la plaza de España

El sector servicios es el más numeroso en el núcleo, significa el 45% de la población activa, destacando la hostelería que alcanza 8 negocios, entre los que se encuentras restaurantes, bares y alojamientos turísticos. Esto es debido a dos motivos, por un lado al ser Baltanás el centro económico y comercial de la comarca del Cerrato. Por otro lado, al ser un centro turístico con una gran variedad de patrimonio, que atrae a un gran número de turistas.

##### Comercio
El municipio cuenta con una gran variedad de comercios, que satisfacen las necesidades de los habitantes del municipio y de la comarca del Cerrato. Entre estos establecimientos hay comercios de alimentación, carnicerías, pescadería, panaderías, estanco y servicio de prensa, peluquerías, supermercado, entidades bancarias, dentista, seguros, farmacia, estación de servicio, correos, ferretería, notaría, velatorio, etc.
En el año 2020, se creó la Asociación del comercio local rural de Baltanás como medio para unir fuerzas entre los comerciantes de la localidad y contribuir a la dinamización del tejido industrial de Baltanás.

## Símbolos
El escudo heráldico y la bandera que representan al municipio fueron aprobados oficialmente el 30 de mayo de 1996. El escudo se blasona de la siguiente manera:

En campo de gules, cinco castillos de oro aclarados
de azur, colocados en sotuer, acolado de la Cruz de Santiago, soportado por sendos leones al natural y timbrado de Corona Real española.
Boletín Oficial de Castilla y León nº 103 de 30 de mayo de 1996

La descripción textual de la bandera es la siguiente:

Bandera. Rectangular, formada por tres bandas horizontales, morada, blanca y morada siendo la blanca de doble anchura que cada una de las moradas. En el centro ostentará las armas de la Villa.
Boletín Oficial de Castilla y León nº 103 de 20 de mayo de 1996

La bandera de Baltanás es escoltada en actos oficiales por los maceros, un cargo con siglos de antigüedad ocupado por tres personas, normalmente hombres, que se visten de gala, llevan en su mano una maza y acompañan también a las autoridades municipales de Baltanás en diversas festividades y solemnidades como la toma de posesión de los alcaldes. El traje de macero está formado por zapatos negros cubiertos de tela, calzas blancas de ganchillo, pantalón bombacho morado, camisa blanca, terno de racionero, guantes blancos y sombrero de gala con pluma y escudo de la villa de Baltanás. Se trata de un conjunto de tres trajes que imitan al antiguo Somatén, que era una policía civil armada que escoltaba a la bandera de Baltanás y al Santísimo en la fiesta del Corpus y la Octava.

## Administración y política

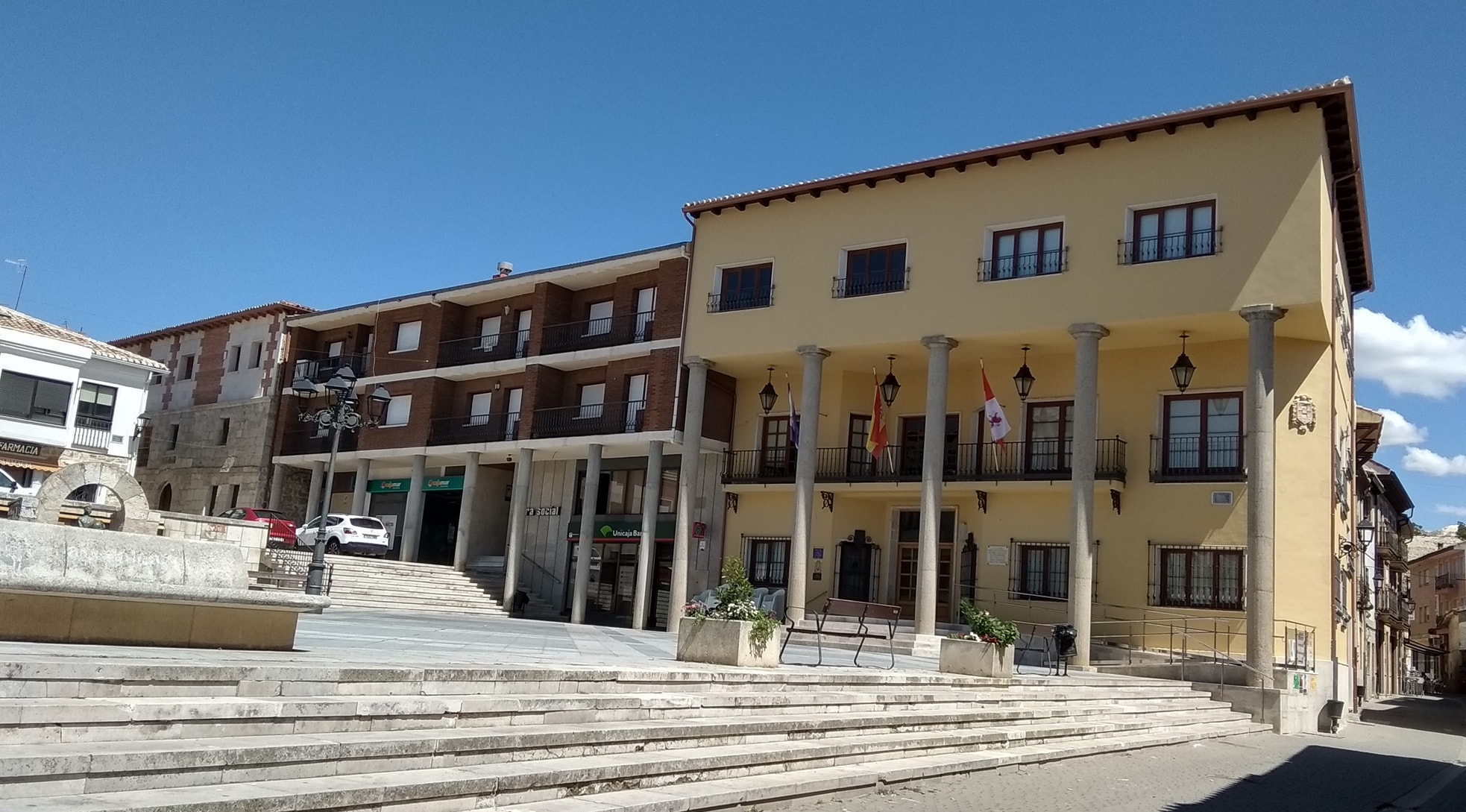
Casa consistorial de Baltanás

Las primeras manifestaciones que se tienen del nombre de un alcalde en Baltanás es durante el reinado de Isabel II, en las elecciones municipales de 1848 sale elegido Cenón Calvo. En 1850 le releva en el cargo Perfecto Arredondo. Durante el reinado de Amadeo I de Saboya en las elecciones de 1867 sale elegido como alcalde Antonio Vélez Martín. Durante el reinado de Alfonso XII en las elecciones de 1883 sale elegido como alcalde del municipio León Atienza Puertas, pero dura en el cargo solo dos años, hasta que en las elecciones de 1885 le sustituye Vicente Aguado Sanz. Durante la Regencia de María Cristina los alcaldes de Baltanás son Eleuterio Divar Pereletegui, Hermenegildo Atienza, Cirilo B. Calleja, León Atienza Puertas, Antonio Vélez Martínez y Vicente Aguado Sanz. Durante el reinado de Alfonso XIII los alcaldes de Baltanás son el abogado Abelardo Rodríguez Quevedo (su busto togado se conserva en el Museo del Cerrato), Mauricio Cantero García, Porfirio Atienza Cabezudo, Benigno Espina Cabezudo, Nicolás Moreno Gómez, Pedro Diez Puertas y Sabino Carranza Mora. En las elecciones municipales de 1933 fueron las primeras elecciones en España en las que las mujeres participaron como electoras y salió como alcalde Felipe Calleja Baranda del Partido Republicano Radical Socialista (PRRS).
| Año  | Nombre                      | Año  | Nombre                 | Año  | Nombre                     | Año  | Nombre                  |
| ---- | --------------------------- | ---- | ---------------------- | ---- | -------------------------- | ---- | ----------------------- |
| 1848 | Cenón Calvo                 | 1889 | Hermenegildo Atienza   | 1901 | Vicente Aguado Sanz        | 1915 | Benigno Espina Cabezudo |
| 1850 | Perfecto Arredondo          | 1891 | Cirilo B. Calleja      | 1903 | Abelardo Rodríguez Quevedo | 1917 | Nicolás Moreno Gómez    |
| 1867 | Antonio Vélez Martín        | 1893 | León Atienza Puertas   | 1905 | Mauricio Cantero García    | 1920 | Pedro Diez Puertas      |
| 1883 | León Atienza Puertas        | 1895 | León Atienza Puertas   | 1909 | Valentín Ruiz Maté         | 1922 | Sabino Carranza Mora    |
| 1885 | Vicente Aguado Sanz         | 1897 | Antonio Vélez Martínez | 1911 | Mauricio Cantero García    | 1933 | Felipe Calleja Baranda  |
| 1887 | Eleuterio Divar Pereletegui | 1899 | Antonio Vélez Martínez | 1913 | Porfirio Atienza Cabezudo  |      |                         |

Durante el periodo de la dictadura Franquista, en el campo de la administración local, la Ley de Bases de Régimen Local de 1945 dispuso que los concejales debían ser designados por el sistema de tercios:
1. Por elección entre los vecinos cabeza de familia, lo que pasó a denominarse el tercio familiar.
2. Por elección de los organismos sindicales del municipio, lo que se llamó popularmente el tercio sindical.
3. Por elección entre entidades económicas, culturales y profesionales del municipio, con una lista de candidatos que proponía el gobernador civil al ayuntamiento, y que se llamaba el tercio de entidades o corporativo

Fueron alcaldes de Baltanás en este periodo Arsenio Carranza Diago desde 1945 hasta 1968 y Enrique Baranda Villafruela desde 1968 hasta 1979, siendo destacado este último ya que durante su mandato, se llevaron a cabo obras significativas que transformaron la infraestructura local.  Entre sus logros más destacados se encuentra la instalación del agua corriente en los hogares, un avance fundamental que mejoró la calidad de vida de los vecinos y marcó un hito en la evolución del municipio. Enrique Baranda fue además uno de los fundadores y principales impulsores de la Cooperativa Ganadera del Cerrato.
En las primeras elecciones democráticas de 1979 accedió al poder la Unión de Centro Democrático (UCD) de la mano de Juan Nieto del Valle y en la siguiente legislatura gobernó Dámaso Ibáñez López al frente de Alianza Popular (AP). En las elecciones municipales de 1987 María del Carmen Diago Calleja del Partido Socialista Obrero Español (PSOE) se convirtió en la primera alcaldesa de la historia del municipio. En las elecciones de 1991 vuelve a ganar las elecciones Juan Nieto del Valle, ahora del Partido Popular (PP). Desde 1995 hasta 2007 gobernó en el municipio durante tres legislaturas Miguel Puertas Cabezudo del Partido Popular hasta su salida de la política. Desde las elecciones de 2007 hasta la actualidad, gobierna el municipio María José de la Fuente Fombellida, del PP.
| Periodo   | Nombre                             | Partido |
| --------- | ---------------------------------- | ------- |
| 1979-1983 | Juan Nieto del Valle               | UCD     |
| 1983-1987 | Dámaso Ibáñez López                | AP      |
| 1987-1991 | María del Carmen Diago Calleja     | PSOE    |
| 1991-1995 | Juan Nieto del Valle               | PP      |
| 1995-1999 | Miguel Puertas Cabezudo            | PP      |
| 1999-2003 | Miguel Puertas Cabezudo            | PP      |
| 2003-2007 | Miguel Puertas Cabezudo            | PP      |
| 2007-2011 | María José de la Fuente Fombellida | PP      |
| 2011-2015 | María José de la Fuente Fombellida | PP      |
| 2015-2019 | María José de la Fuente Fombellida | PP      |
| 2019-2023 | María José de la Fuente Fombellida | PP      |

En las elecciones municipales de 2019 Baltanás tiene un censo electoral de 1021 personas con derecho a voto, de los cuales votan 959 personas (84,04 %) y 163 abstenciones (15,96 %). En estas elecciones sale elegida como alcaldesa por cuarta legislatura consecutiva María José de la Fuente Fombellida del Partido Popular (PP) con el 61,65 % de los votos que consigue 6 concejales. Como segunda fuerza política en el ayuntamiento de Baltanás el Partido Socialista Obrero Español (PSOE) con Diego Benito Cancho como cabeza de lista consigue un 37,18 % de los votos y 3 concejales. 
Resultados elecciones municipales de 2019 Archivado el 25 de junio de 2019 en Wayback Machine. en Baltanás
| María José de la Fuente Fombellida | PP           | 524  | 61,65 % | 6 | 1 |  |  |  |
| Diego Benito Cancho                | PSOE         | 316  | 37,18 % | 3 | 1 |  |  |  |
|                                    |              |      |         |   |   |  |  |  |
| Censo                              | Censo        | 1021 | 100 %   |   |   |  |  |  |
| Abstenciones                       | Abstenciones | 163  | 15,96 % |   |   |  |  |  |
| Votantes                           | Votantes     | 858  | 84,04 % |   |   |  |  |  |
| Blancos                            | Blancos      | 10   | 1,18 %  |   |   |  |  |  |
| Nulos                              | Nulos        | 8    | 0,96 %  |   |   |  |  |  |

## Servicios

### Abastecimiento

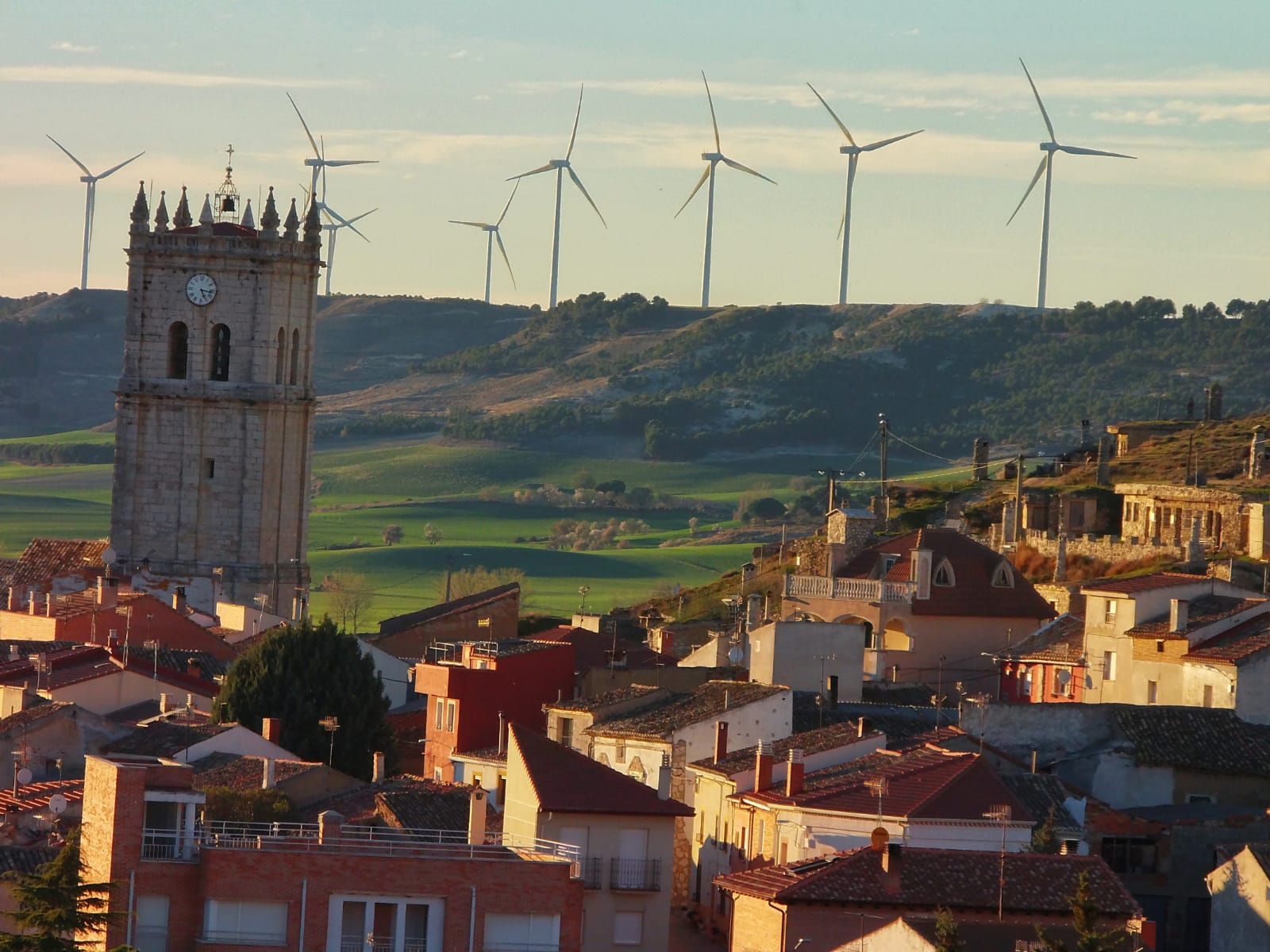
Aerogeneradores en Baltanás.

- Parques eólicos. Aerogeneradores en Baltanás.El municipio de Baltanás es uno de los espacios que más energía eólica produce de la Comunidad de Castilla y León, alberga 6 parques eólicos repartidos por distintas zonas, con un total de 49 aerogeneradores: El parque eólico "Angostillos" con 14 aerogeneradores se encuentra en el Páramo de Solacuevas (los aerogeneradores son visibles desde la carretera de acceso al núcleo de Baltanás). El parque eólico "El Cuadrón" con 2 aerogeneradores se ubica en la zona norte del municipio en torno al núcleo de Valdecañas. El parque eólico "Hornillos" cuenta con 2 aerogeneradores y se encuentra en el Páramo de Hornillos, en la zona noroeste del municipio. Por último, en la zona norte están ubicados los parques eólicos "Celada II, III y IV", con un total de 31 aerogeneradores.[52][9]

- Estación Depuradora de Aguas Residuales (EDAR) de Baltanás. Ubicada en el Camino de la Calzada. En esta estación se tratan las aguas residuales vertidas por la población. Tiene una capacidad de depuración para 6000 personas.[53][54]
- Abastecimiento de agua. Baltanás junto con Villaviudas obtienen agua para su abastecimiento del río Pisuerga a su paso por Reinoso de Cerrato, mediante un caudal continuo de 9,00 l/s Además, el municipio cuenta con unos depósitos de 500 m³ al sur del municipio, donde se distribuye el agua al pueblo y al polígono industrial.[9]
- Combustibles. La localidad cuenta con una estación de servicio en la que también se vende bombonas de butano.[9]
- Gas natural. La localidad cuenta desde 2016 con la aprobación de la Dirección General de Energía y Minas para que Gas Natural Castilla y León distribuya gas natural en Baltanás.[55]
- Residuos. Baltanás dispone de una gran red de recogida selectiva de residuos domésticos, comerciales e industriales repartidos por la localidad, para su posterior reciclaje. Cuenta con los siguientes puntos de recogida.

| Residuo                | Número de puntos / contenedores | Localización                                         |
| ---------------------- | ------------------------------- | ---------------------------------------------------- |
| Restos                 | 90                              | Repartidos por la localidad                          |
| Envases                | 12                              | Repartidos por la localidad                          |
| Papel y cartón         | 5                               | Avda. Juan José Lucas                                |
| Vidrio                 | 9                               |                                                      |
| Aceite doméstico       | 3                               | Avda. Juan José Lucas C/ La Serna Carretera de Valle |
| Ropa                   | 1                               | Avda. Juan José Lucas                                |
| Aceite industrial      | 1                               | Punto limpio de Baltanás: carretera de Antigüedad    |
| Envases industriales   | 1                               | Punto limpio de Baltanás: carretera de Antigüedad    |
| Restos de construcción | 1                               | Punto limpio de Baltanás: carretera de Antigüedad    |

### Educación

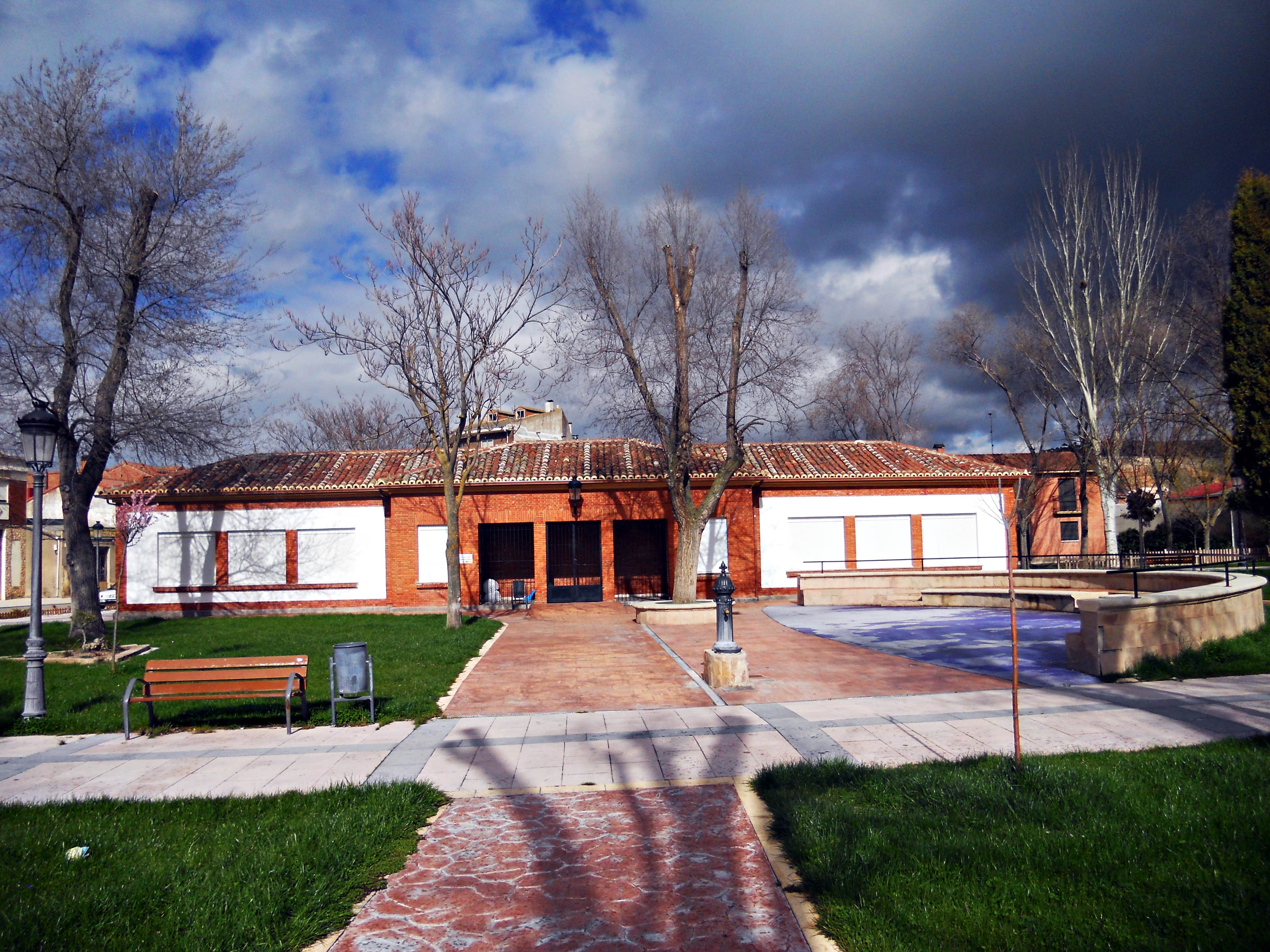
Escuela Infantil La Carolina.

- Escuela Infantil La Carolina. Escuela Infantil La Carolina.Situada en las inmediaciones del parque La Carolina, esta escuela municipal para niños entre 0 y 3 año cuenta con dos unidades y pertenece al programa Crecemos impulsado por la Diputación de Palencia.[57][58]
- Colegio de educación infantil y primaria San Pedro. Situado en el barrio Fuentepino, este centro educativo de titularidad pública se inauguró el 24 de abril de 1985.[59] Cuenta con un total de 93 alumnos (datos del curso 2020-2021).[60] Los alumnos proceden en su mayoría de Baltanás pero también de 15 pueblos asignados a este centro, como Antigüedad, Castrillo de Onielo, Castrillo de Don Juan, Cevico Navero, Cobos de Cerrato, Espinosa de Cerrato, Hérmedes de Cerrato, Hornillos de Cerrato, Reinoso, Tabanera de Cerrato, Valdecañas de Cerrato, Valle de Cerrato, Villaviudas, Villaconancio y Vertavillo.[61] El centro cuenta con 9 aulas, biblioteca, sala de reuniones, sala de profesores, despachos de dirección, aula de ordenadores, gabinete de orientación, aula específica de Audición y Lenguaje, aula específica de Pedagogía Terapéutica, patio con pistas deportivas, pabellón deportivo, comedor y cocinas.[62]

### Sanidad

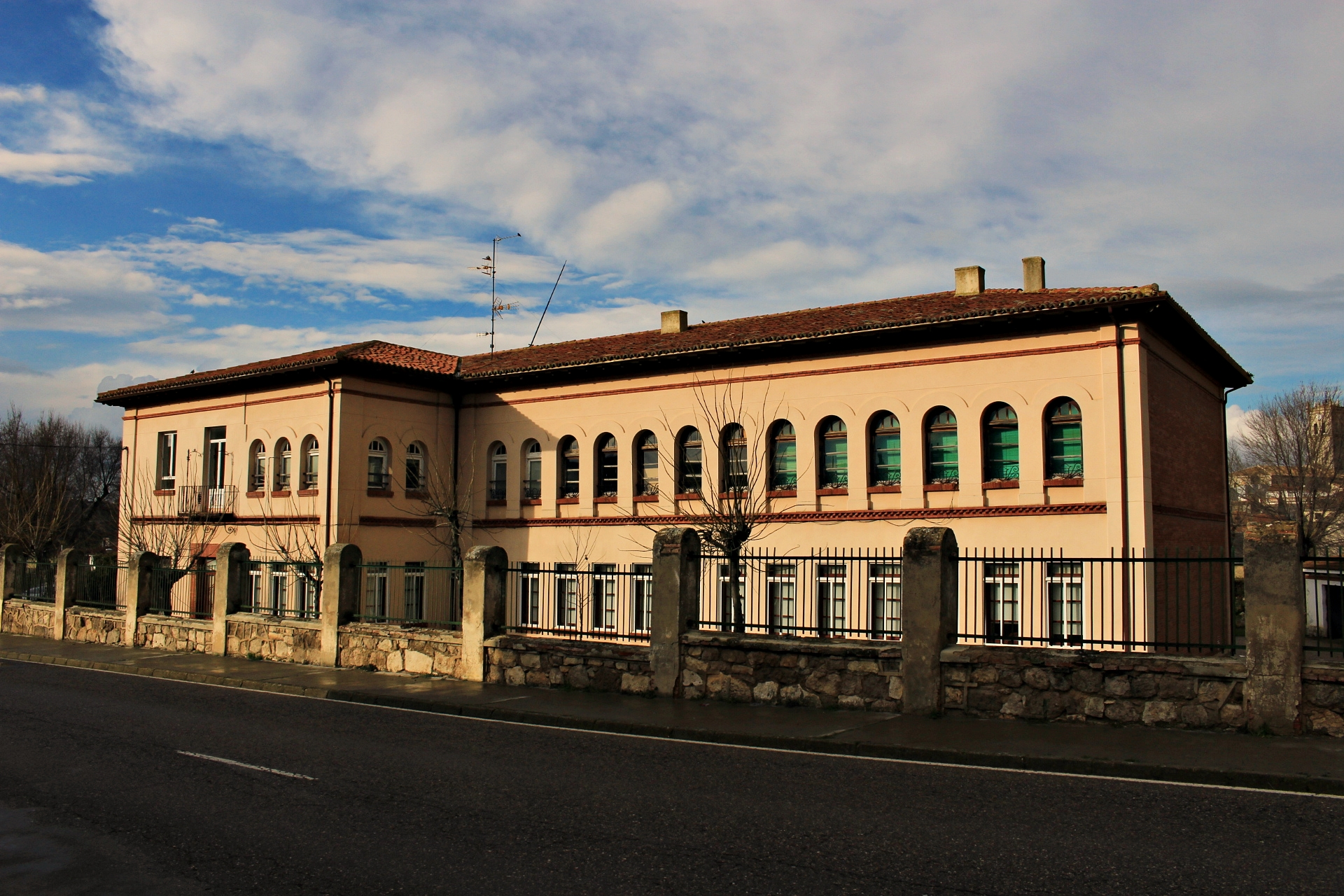
Centro de salud de Baltanás

- Centro de salud. Situado en un edificio construido en 1950 para albergar las escuelas, ofrece los servicios de Atención primaria y Urgencias. A este centro de salud pertenecen los municipios de Antigüedad, Baltanás, Castrillo de Don Juan, Cevico Navero, Espinosa de Cerrato, Hermedes de Cerrato, Reinoso de Cerrato, Villaconancio y Villaviudas.[63]

### Seguridad ciudadana

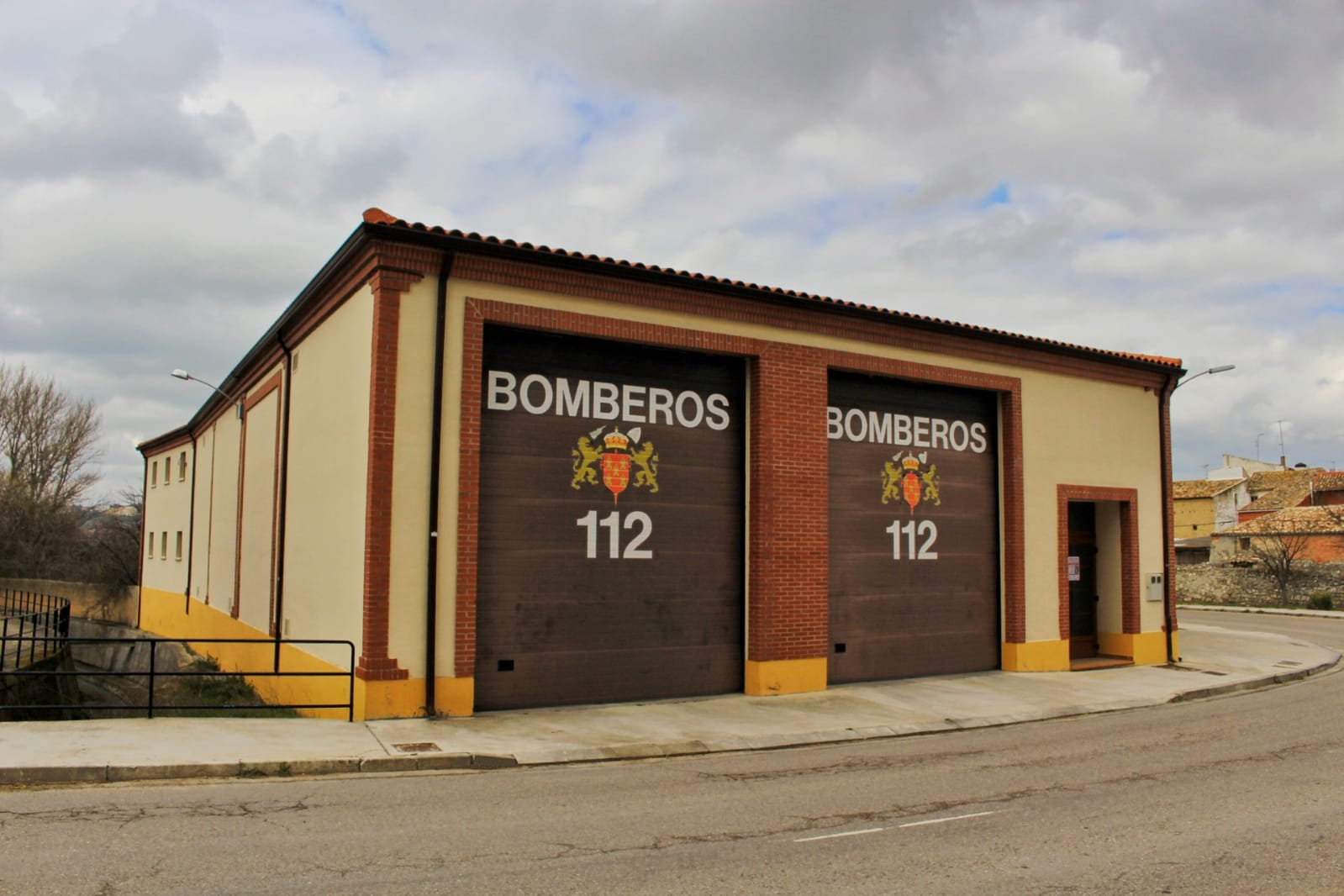
Parque de bomberos de Baltanás

- Parque comarcal de bomberos de Baltanás. El parque de bomberos de Baltanás se creó en 1987, con sede en diferentes instalaciones municipales cercanas al parque La Carolina. Contaba con una plantilla de 5 bomberos voluntarios y una dotación de un camión todoterreno, para actuaciones forestales y agrícolas. En 2010 se inauguró un nuevo parque de bomberos en el terreno que ocupaba el antiguo Matadero municipal de Baltanás, localizado en la esquina de la calle La Carolina y la avenida Don Pedro Cabezudo. Cuenta con una gran garaje para vehículos, oficinas, vestuarios, taquillas, sala de formación y gimnasio. En la actualidad, tiene una plantilla de 9 bomberos y una dotación de un camión auto bomba forestal, un camión auto bomba urbano, un vehículo ligero de intervención rápida y un vehículo con cesta para operaciones de altura. Da servicio a 28 municipios de la comarca del Cerrato, con un radio de actuación de 35 km y 7000 habitantes. El parque tiene una media anual de 70 salidas, uno de los más activos de la provincia de Palencia.[64][65]

- Cuartel de la Guardia Civil. En 1863 se crea en Baltanás el primer puesto de la Guardia Civil, que contaba en sus inicios con una plantilla de un cabo y cuatro guardias. Este primer puesto estaba ubicado en el Palacio de los Hermanos Calvo, también llamado Casa del Cuartel Viejo. En este edificio estuvo durante 108 años, hasta que en 1971, se construyeron unas nuevas dependencias de 1322 m² en la carretera Valle. Posteriormente en 2011, el Ministerio del Interior realizó una rehabilitación y ampliación del inmueble, construyendo 8 viviendas, nuevas dependencias administrativas (sala de control, despachos, sala de reuniones, aseos, y calabozos) y cocheras de vehículos oficiales. En la actualidad, el cuartel de la Guardia Civil de Baltanás cuenta con 13 miembros que atienden 11 localidades de la Comarca del Cerrato, como Baltanás, Valdecañas de Cerrato, Hornillos de Cerrato, Villaviudas, Cevico Navero, Villaconancio, Hérmedes de Cerrato, Castrillo de Don Juan, Antigüedad, Cobos de Cerrato y Espinosa de Cerrato.[66][67]

- Agrupación de Voluntarios de Protección Civil. Creada en 2014, tiene su sede en la calle San Pedro. Cuenta con una veintena de integrantes.[68][69]

### Servicios sociales
- Centro de acción social (CEAS). Está ubicado en la Avenido Juan José Lucas, en un nuevo edificio de carácter municipal construido en el año 2020. Presta servicios sociales a habitantes del municipio y municipios cercanos.[70][71]

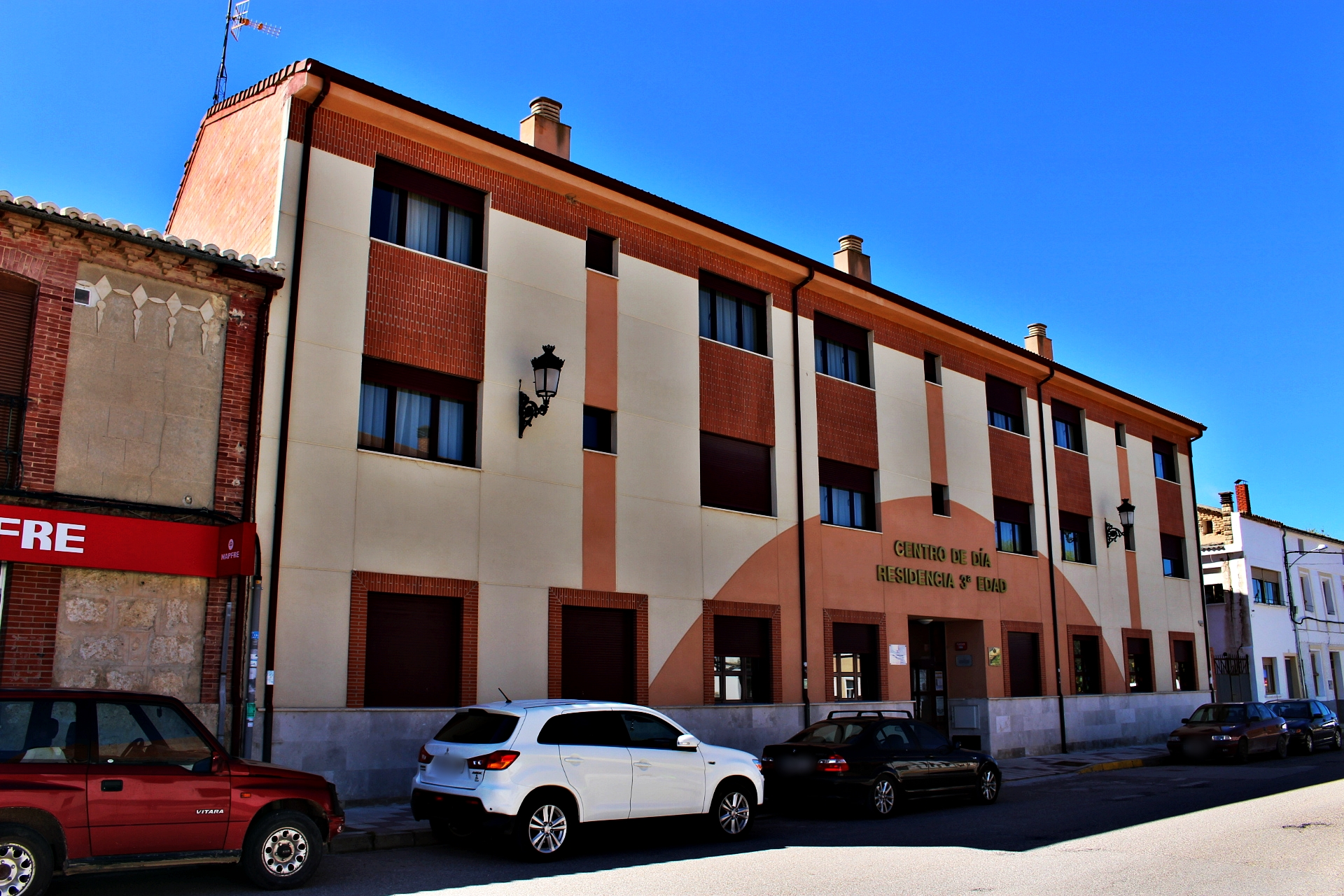
Residencia de la tercera edad.

- Residencia de la tercera edad y centro de día La Milagrosa. Es un centro residencial para personas en situación de dependencia, localizado en la avenida Juan José Lucas. Cuenta con 32 plazas[72]
- Voluntariado europeo Erasmus +. Es un programa de voluntariado organizado por la Unión Europea para jóvenes europeas. Varios voluntarios de diferentes países han pasado por Baltanás para colaborar en proyectos sociales.[73]

### Ocio y tiempo libre
- Escuela de Verano de Baltanás. Presta los servicios de ocio y tiempo libre durante las vacaciones escolares para ayudar en la conciliación familiar.
- Centro Joven. Ubicado en la calle Escuelas. Ofrece los servicios de ocio y tiempo libre para los jóvenes durante el fin de semana.[74]
- Club de Jubilados San Millán. Centro de la Obra Social de Caja España fundado en 1981, dedicado a las Personas Mayores, en el que se desarrollan actividades de ocio, culturales y sociales. Su sede se sitúa en la plaza de España.[75] Desde el año 2012, su presidente es Adolfo Rubio.[76]
- Asociación Amas de Casa "Virgen de Revilla". Asociación cultural fundada en 1981 que realiza actividades de dinamización para las mujeres, tiene un total de 150 socias.[77][78] Uno de los actos que organiza es la chocolatada de la festividad de San Pedro.[79]

### Otros espacios públicos
- Centro de usos múltiples. Edificio de titularidad municipal situado entre la avenida Juan José Lucas y la calle de la Virgen. Cuenta con una superficie de 1.200 metros cuadrados distribuidos en dos plantas y 200 metros cuadrados de terraza, además tiene una capacidad de 2.000 personas. En 2020, el Ayuntamiento de Baltanás y los propietarios de la antigua discoteca Baranda, alcanzaron un acuerdo para destinar el edificio a espacio de usos múltiples, en el que se celebran actos como la Feria del Queso y el Vino.[80][81]

- Cementerio municipal.

## Patrimonio histórico-artístico

### Patrimonio religioso
Iglesia de San Millán

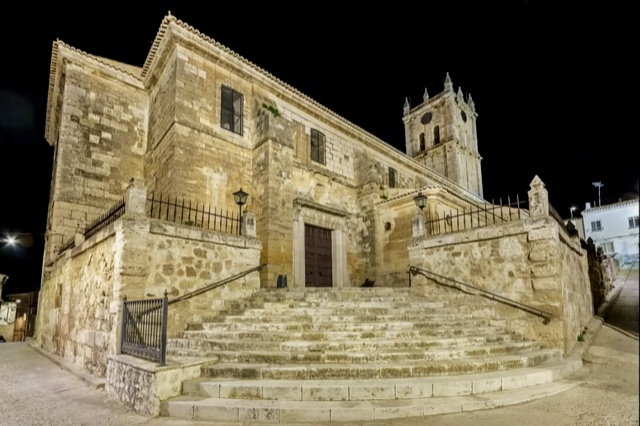
Fachada principal de la iglesia de San Millán.

La iglesia de San Millán es un monumento de estilo renacentista, está localizado en la parte más alta de la localidad, data del año 1585 según traza de Alonso de Tolosa y construida por el maestro Francisco del Río. Uno de los iconos representativos de la iglesia es su robusta torre que alberga las campanas y un reloj. El interior está dividido en tres naves separadas por pilares de los que arrancan arcos apuntados, cubriéndose toda la iglesia con bóveda de crucería. El coro alto se sitúa a los pies y posee un rico antepecho plateresco. El retablo mayor de estilo barroco y realizado en 1664, cuenta con escultura de san Millán (titular del templo), un crucifijo del siglo XIV en el ático y pinturas representando escenas de la vida del santo obra del pintor Felipe Gil de Mena. Otras de las obras de arte que alberga el templo son, un pequeño retablo del siglo XVIII con relieves y esculturas marianas, dos sepulcros de estilo gótico ubicados en los laterales de la iglesia y una imagen del Ecce Homo de Gregorio Fernández. Además, en la iglesia hay un impresionante órgano de estilo plateresco, construido en 1795 por Manuel de San Juan, ubicado en la tribuna, al lado del Evangelio accediendo a él a través del coro alto, con tallas doradas y policromía de gran belleza, antepecho de piedra.
Ermita de Nuestra Señora de Revilla

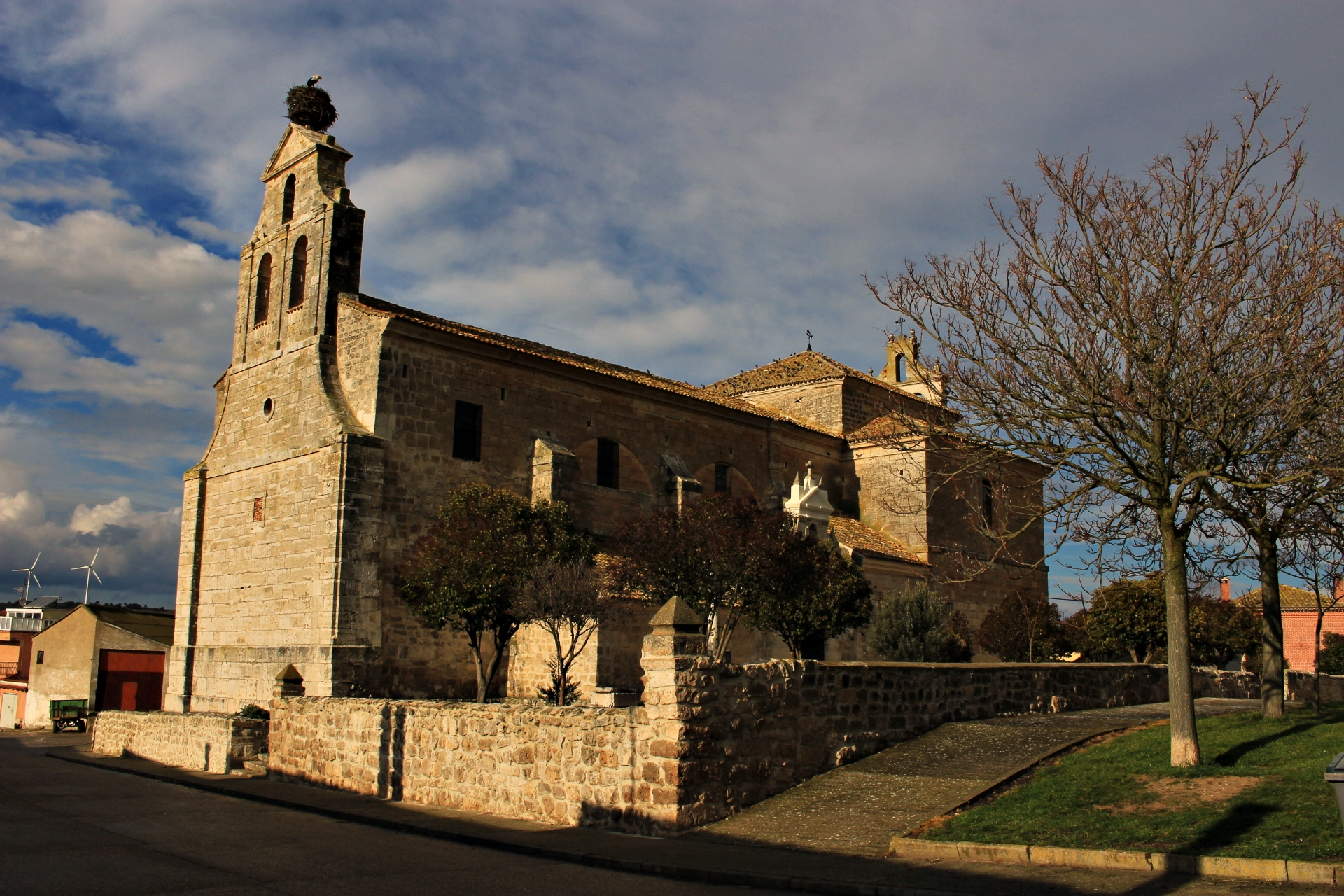
Ermita de Revilla y su atrio

La ermita de Nuestra Señora de Revilla que data de los siglos XVII-XVIII se sitúa en un altozano en el barrio de Revilla. Es la iglesia parroquial del barrio del Arrabal o Revilla, de donde procede su nombre. El templo actual se asentó sobre la iglesia medieval de Santa María, mencionada en la estadística que la diócesis de Palencia efectuó en el año 1345. La planta de la ermita tiene una sola nave. El retablo principal presenta altorrelieves de temas marianos. La escultura más importante es la imagen de la Virgen de Revilla, una talla de belén del siglo XIII considerada la figura de belén más antigua de España, representa la huida a Egipto con la Virgen María y el niño encima de la borriquilla y San José al lado. Esta escultura fue robada el 9 de septiembre de 1981 por el famoso ladrón europeo de obras de arte del siglo XX, Erik el Belga. Erik vendió la imagen a un primer anticuario por 450 000 pesetas, éste la vendió a un marchante de arte, acabando la imagen en manos de un anticuario francés, donde fue intervenida por la policía española, pero no apareció ni San José ni la borriquilla. Finalmente, la figura fue recuperada en Barcelona el 7 de marzo de 1983. Por seguridad, la figura original de la Virgen de Revilla se conserva actualmente en el Museo del Cerrato y solo vuelve a su ermita en días señalados. La huida a Egipto que se venera actualmente en el templo es una réplica del restaurador burgalés Florentino Lomillo. Además de esta figura, en el templo se conservan otras imágenes de marfil, madera y alabastro, como por ejemplo una pequeña figura de la Virgen de Revilla tallada en piedra que se encuentra sobre el pórtico de la entrada a la ermita. Actualmente en esta ermita solo se realizan liturgias en días señalados. Otro de las joyas de la ermita es su órgano que data del año 1796 construido por Manuel de San Juan como se puede ver en la inscripción situada en el arca de tiples figura: "Me hizo Don Manuel de San Juan de Logroño a honra y gloria de Dios. Año 1796". Este órgano de estilo neoclásico se encuentra en la tribuna, al lado del Evangelio, con acceso por el coro alto.

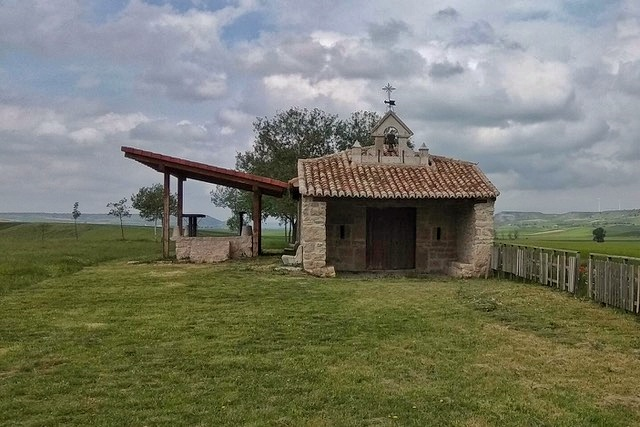
Ermita de San Gregorio
La ermita de San Gregorio es un monumento religioso construido en el siglo XVIII. Se encuentra en el extrarradio del municipio, está ubicada en el Polígono 524, Parcela 109 denominada Campa de San Gregorio a una distancia de 2 km de la localidad. 
Cuenta la leyenda que una terrible plaga de langosta asoló los campos de Baltanás en 1629. Los baltanasiegos acudieron a la Virgen de Revilla para que les liberara del castigo, y en procesión suplicaban la intercesión para que terminara la plaga. Al llegar al lugar donde se encuentra la ermita de San Gregorio, de improviso, quedó fulminada la nube de langosta, lo que se atribuyó a un milagro de la patrona. Por este milagro, años posteriores los baltanasiegos en el siglo XVIII construyeron en los terrenos donde se fulminó la plaga una ermita en honor a San Gregorio.
La ermita de una sola planta, está construida en su totalidad con mampostería de piedra caliza, vigas de madera y materiales tradicionales. En el exterior de la ermita a un lateral se encuentra en un nivel más alto un altar exterior cubierto por un techado de madera, además la ermita cuenta en su cubierta exterior con una pequeña espadaña de piedra que alberga una campana. En su interior alberga un pequeño altar de madera policromada y bancos corridos. En las paredes interiores hay diversas imágenes pictóricas del santo titular y de la virgen. En la parcela donde se encuentra la ermita, denominada Campa de San Gregorio que tiene una superficie de alrededor de 2 hectáreas, se encuentran además de la propia ermita, varios servicios como una fuente con agua potable, mesas y bancos y unas casetas que albergan baños públicos.
Desde el siglo XVIII se celebra todos los 9 de mayo la fiesta de San Gregorio con una romería donde se traslada una talla del santo desde la iglesia de San Millán hasta la campera acompañado por baltanasiegos y autoridades del municipio y una comida comunal, donde acude todo el pueblo a celebrarlo.
En 2013 la ermita experimenta una gran restauración completa del interior y exterior gracias al voluntariado “Palencia a huebra”, por este proyecto se le concedió al municipio el premio al mejor proyecto de restauración “Palencia a huebra 2013”.
Antiguo convento de San Francisco

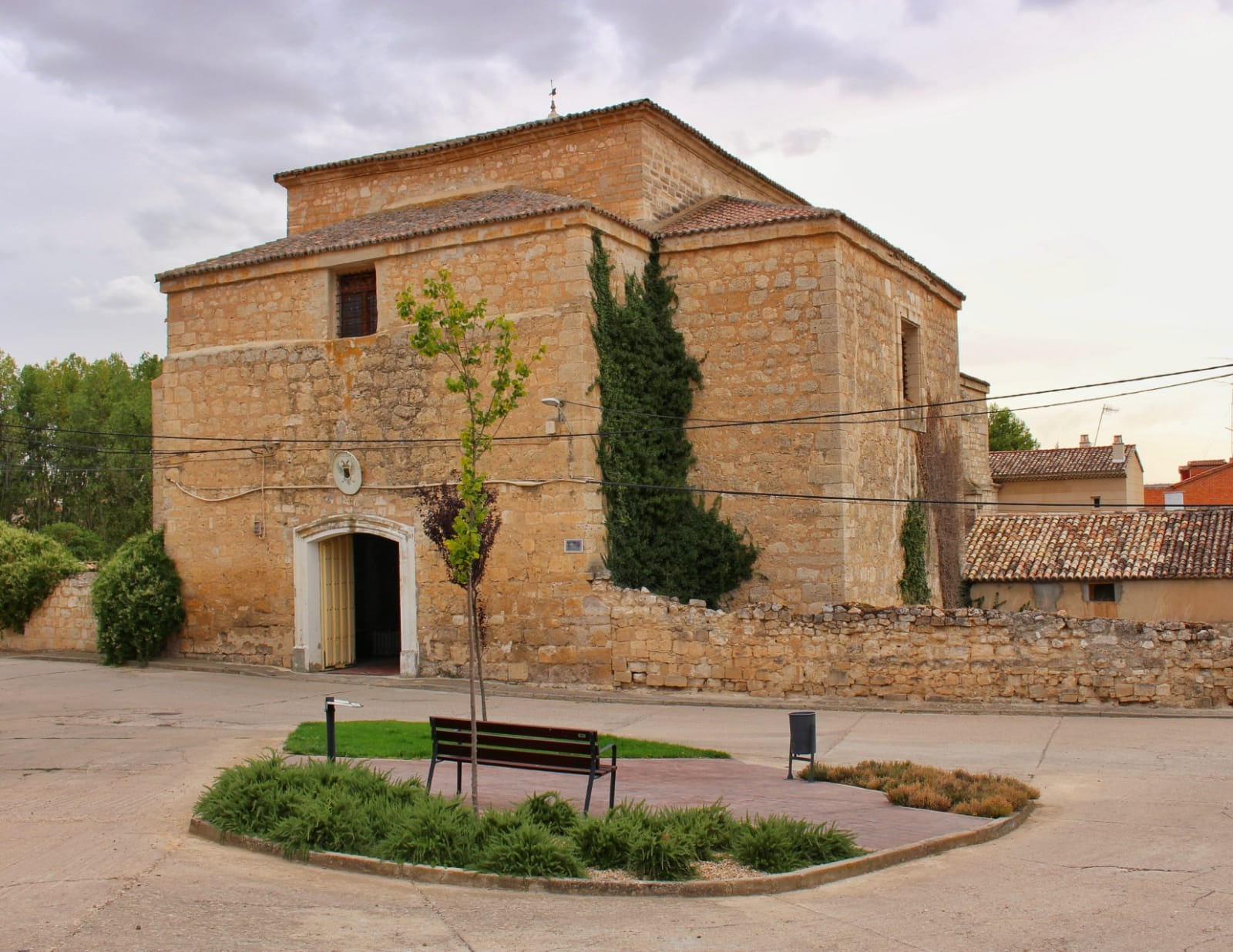
Fachada principal del Convento de San Francisco.

El antiguo Convento de San Francisco fue un monumento religioso fundado en 1587 por Pedro de Zúñiga y Ana Enríquez de Cabrera, primeros marqueses de Aguilafuente, dueños de Baltanás, según la carta de venta que el emperador Carlos V firmó en Valladolid el 21 de septiembre de 1543. Don Pedro de Zúñiga encargó las trazas del edificio y costeó su edificación. Parte de la piedra que se utilizó para levantar el convento procedía de una construcción que se desmanteló en la Dehesa de Valverde. El convento de la orden de los Franciscanos descalzos contaba con 15 clérigos, fue colegio de Filosofía, y posteriormente casa de Teólogos y en el año 1725, colegio de misión de la Orden Franciscana en advocación a Santa Ana. En 1835, durante la Guerra de la Independencia Española fue suprimido temporalmente el convento, saqueado y reducido a cenizas. Con la desamortización de Mendizabal en 1837 desapareció definitivamente el convento. Con posterioridad, su edificio se destinó a cárcel y Sala de Audiencias del partido judicial de Baltanás y más tarde almacén de cereales. El Conde de Fontanar y descendiente del Duque de Abrantes, actual propietario del edificio, lo compró y restauró. El edificio gira alrededor del zaguán de entrada, de planta de cruz griega y compuesto por cuatro bóvedas de cañón. Mediante una escalera imperial se accede a la estancia principal, que contiene una de las obras de arte del convento, un magnífico tondo firmado por Alejandro Ferrant y Fischermans, pintor español del siglo XIX con obras en el Museo del Prado y que pinta entre otras obras la Cúpula de la Real basílica de San Francisco el Grande en Madrid

### Patrimonio civil
Hospital Viejo

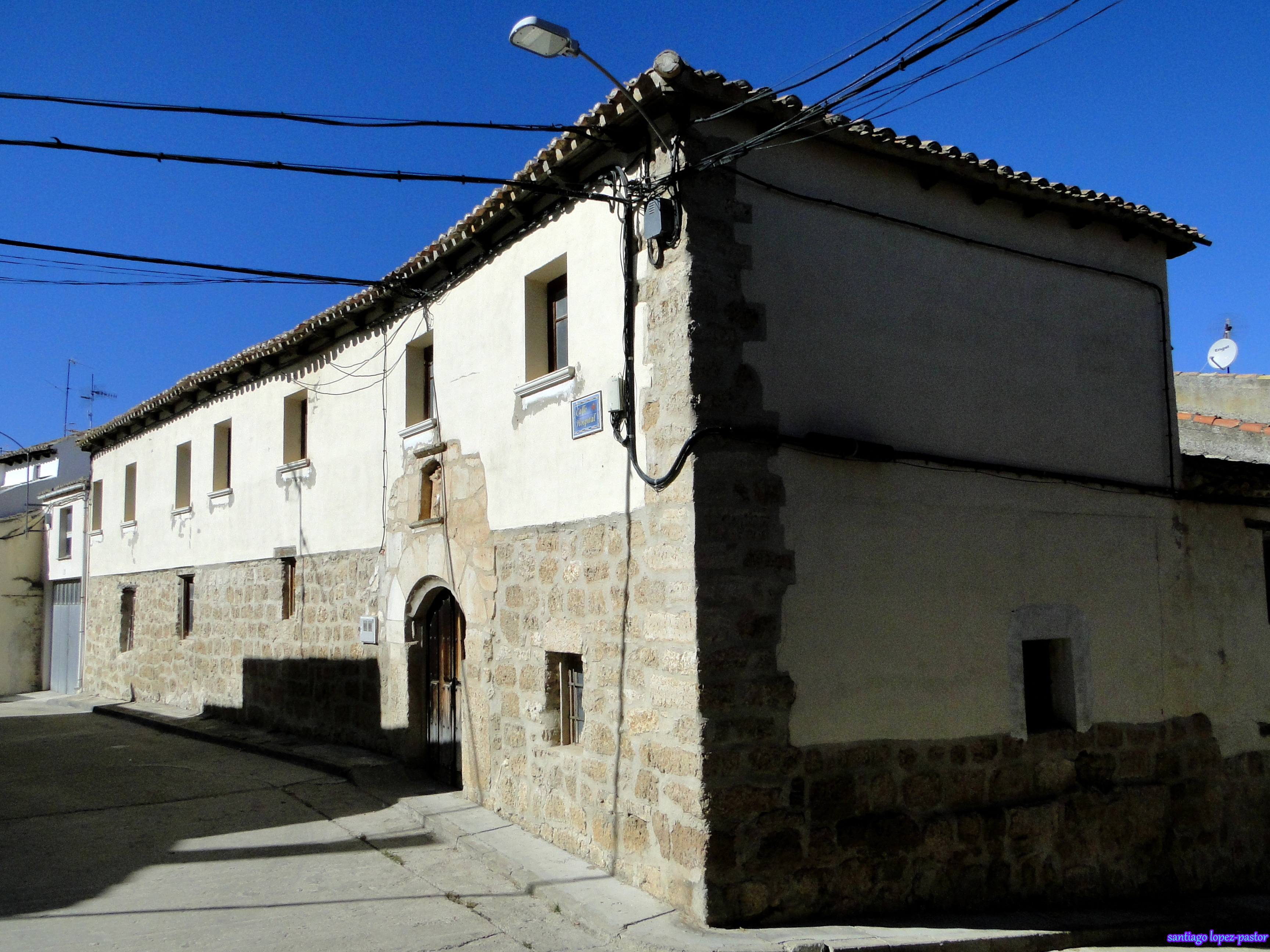
Hospital viejo

El Hospital Viejo es un edificio civil construido hacia el año 1600 por el señor Godoy como lugar de beneficencia. Se ubica en la calle Hospital, en el barrio de San Millán, la zona más antigua del municipio. Edificio de dos alturas con una fachada realizada en piedra de mampostería, con unas pequeñas ventanas y un gran portón de entrada que aloja en su parte superior una pequeña escultura de una imagen de Cristo crucificado realizada en piedra. Su uso era para dar cobijo tanto a los transeúntes que llegaban de otros lugares, como a los pobres de Baltanás (familias enteras vivían en las diferentes habitaciones). Este edificio se conforma en dos plantas. En la planta baja, entrando por el portón principal nos encontramos a mano izquierda con el pajar, la cocina que contiene un gran horno y fogón datado próximo al año de construcción del edificio y una gran sala a modo de comedor. A continuación se localiza la escalera de acceso a la primera planta, donde se encontraban las habitaciones, de diferente tamaño dependiendo si vivía una sola persona o una familia entera. En el pasillo de la primera planta que organiza las habitaciones había un crucifijo de madera del Siglo XVII, el cual se encuentra en la actualidad en la sacristía de la iglesia de San Millán. El edificio era más grande que en la actualidad, ya que en el año 1793 se vendieron el corral y varios terrenos aledaños. Los pobres y transeúntes que vivían en este lugar los hacían a cambio de trabajos con el ganado.
Palacio-hospital de Santo Tomás

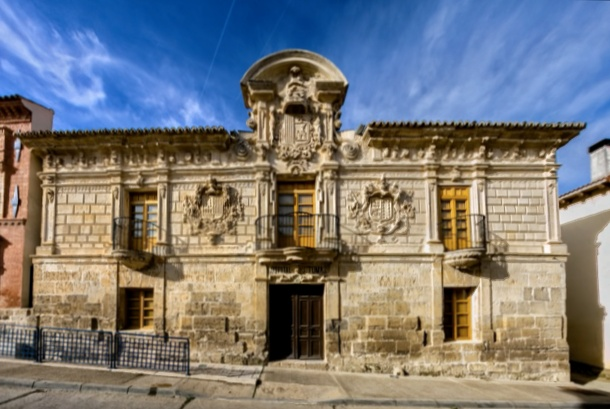
Fachada Palacio-Hospital de Santo Tomás

El Palacio-Hospital de Santo Tomás es un edificio civil de estilo barroco construido en el siglo XVIII (el año de 1773 está grabado en un dintel sobre un ventanal de la fachada interior del patio secundario), del que se desconoce quién lo construyó y para quién. La única referencia es que era de la Orden de San Agustín. Hay documentos algo confusos en el archivo de la catedral palentina según los cuales doña Plácida Solórzano en 1898 mandó hacer un edificio y nombró patrono al obispo. No obstante, aprovecharía este edificio para hacer una Fundación costeada a sus expensas y destinado a hospital de enfermos. La fachada principal es lo que más llama la atención, con una gran abundancia de decoración. El segundo tramo tiene un almohadillado de piedra, mientras que en el primero los sillares no llevan líneas de separación. Lo más característico es un gran friso quebrado formado por triglifos y metopas decorados, los triglifos con ménsulas y las metopas con una decoración vegetal y figurada que nunca se repite. Este friso es precedido por una guirnalda florida, roleos con forma de cuerno de carnero y cortinajes. A continuación del friso se encuentra una cornisa quebrada formada por varias molduras estriadas, con dados y puntas de diamante. En su parte central se abre un remate con frontón semicircular y gran escudo coronado sostenido por leones. Por tanto, la decoración se aglutina en la parte superior del edificio y en los blasones situados a cada lado del balcón principal y el otro en el remate. El resto de la fachada se organiza en el primer tramo con una portada simple, pero con dintel arquitrabado.En el piso superior se abren tres ventanales enmarcados con pilastras lisas que continúan hasta la cornisa y están decoradas en su parte superior con colgaduras vegetales. Estos ventanales llevan balcones, los dos laterales son semicirculares con barrotes cilíndricos que se apoyan sobre una concha invertida de piedra. El balcón central forma un elemento unido al remate de la fachada, con un ventanal con marco de piedra quebrado y un balcón trilobulado que apoya igualmente sobre una concha invertida. En el año 2009 fue rehabilitado como Museo del Cerrato, en él se encuentran la pinacoteca del museo, la colección de Arte Sacro, la Exposición permanente sobre la historia de la Comarca del Cerrato y el patio barroco del siglo XVIII.

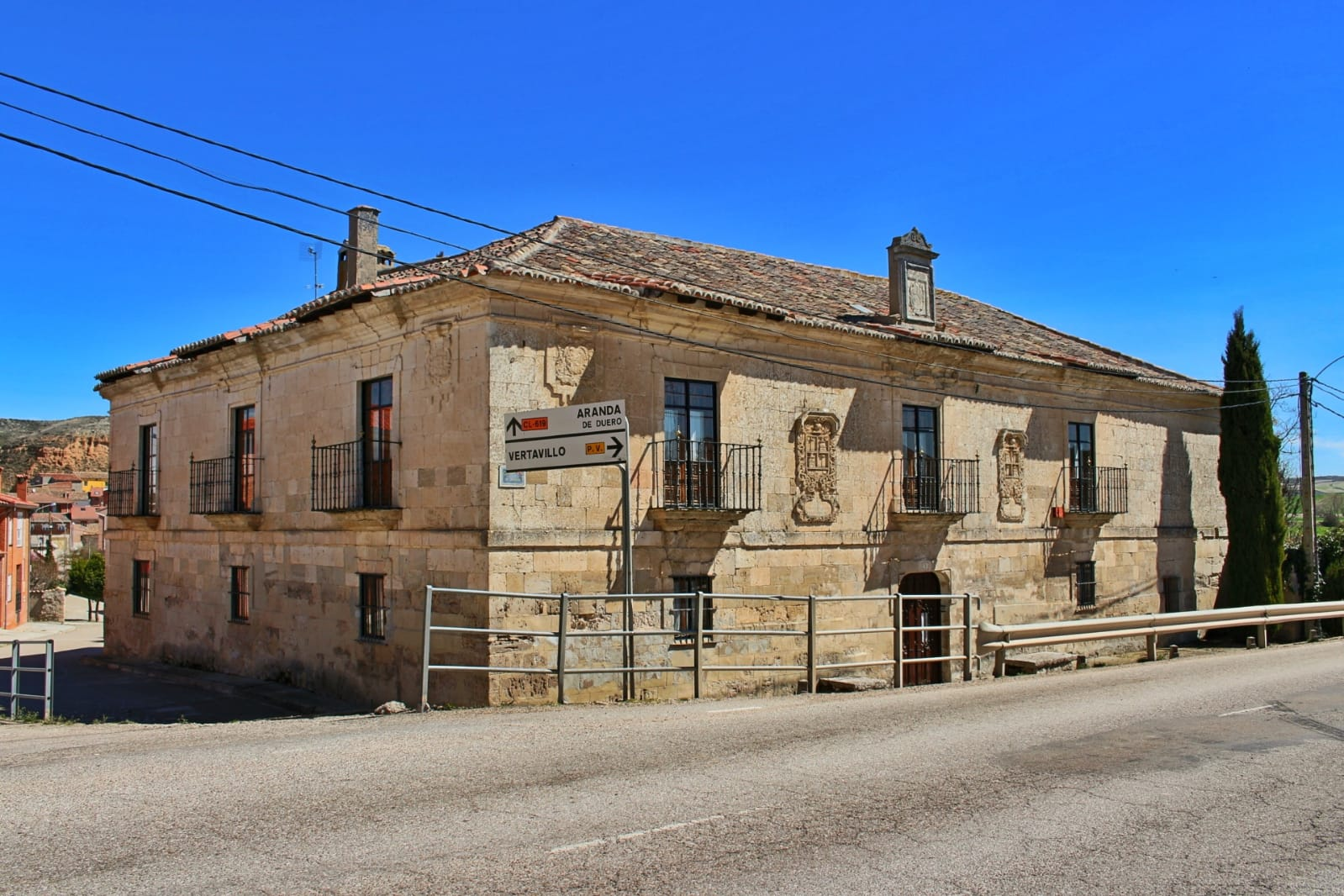
Palacio de los Calvo
Situado a la entrada de la localidad según se viene de Aranda de Duero, es una Casa solariega del siglo XVII de los Inquisidores Hermanos Calvo. Más conocida como “Cuartel Viejo”, al haber servido durante muchos años como cuartel de la Guardia Civil de Baltanás. Actualmente este edificio es de propiedad particular.

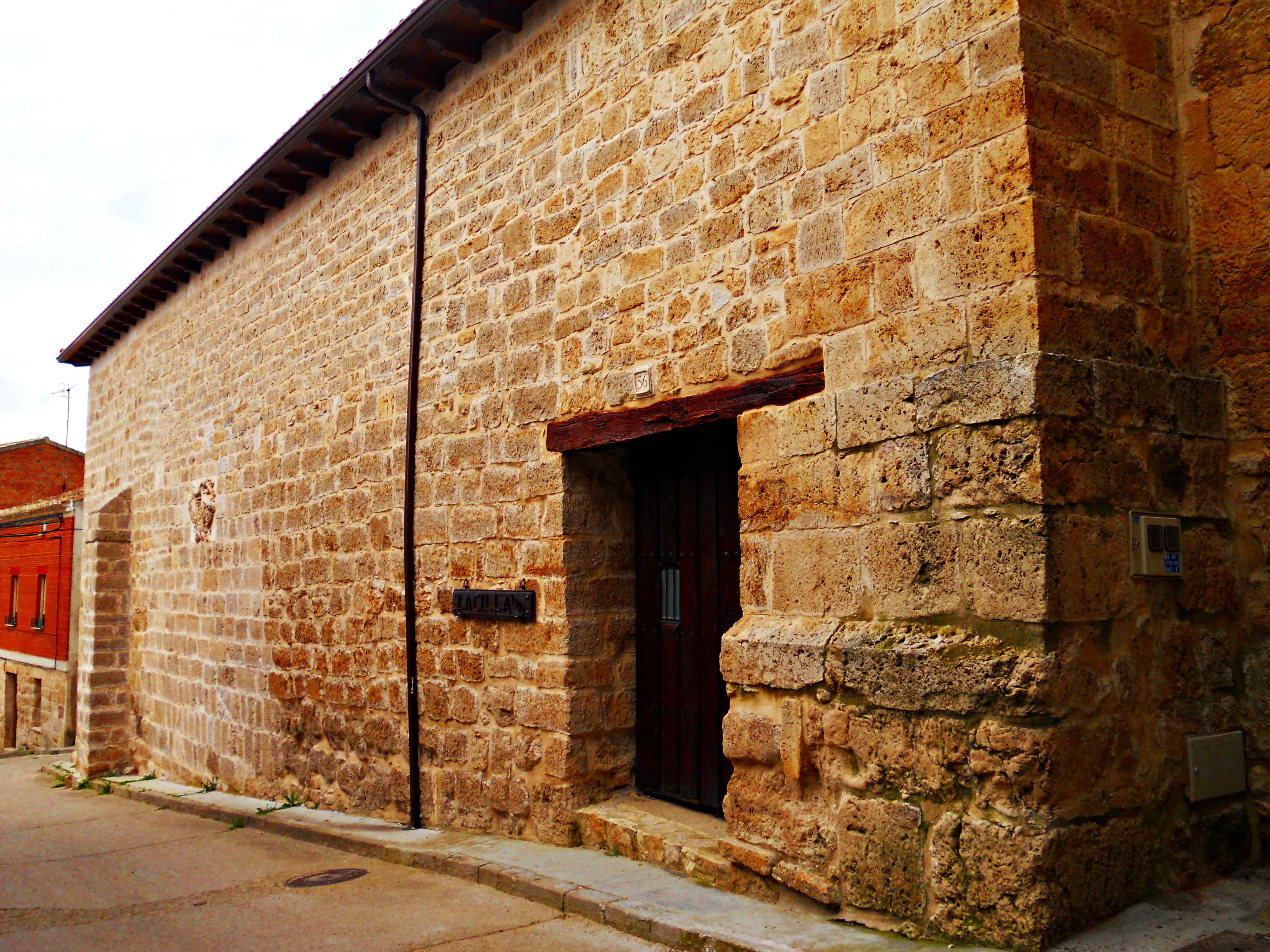
La Cilla
Este edificio construido en 1793 está situado junto a la iglesia San Millán. Era un granero donde poder almacenar los frutos de los diezmos, es decir, la décima parte del fruto por parte de la iglesia, también conocido como la "Renta del Diezmo" o la "Renta Decimal". Está edificado en piedra de sillería, no cuenta con ninguna abertura, excepto un gran portón de madera.

### Patrimonio arqueológico
Yacimiento arqueológico La Poza - Santa María de la Aldea

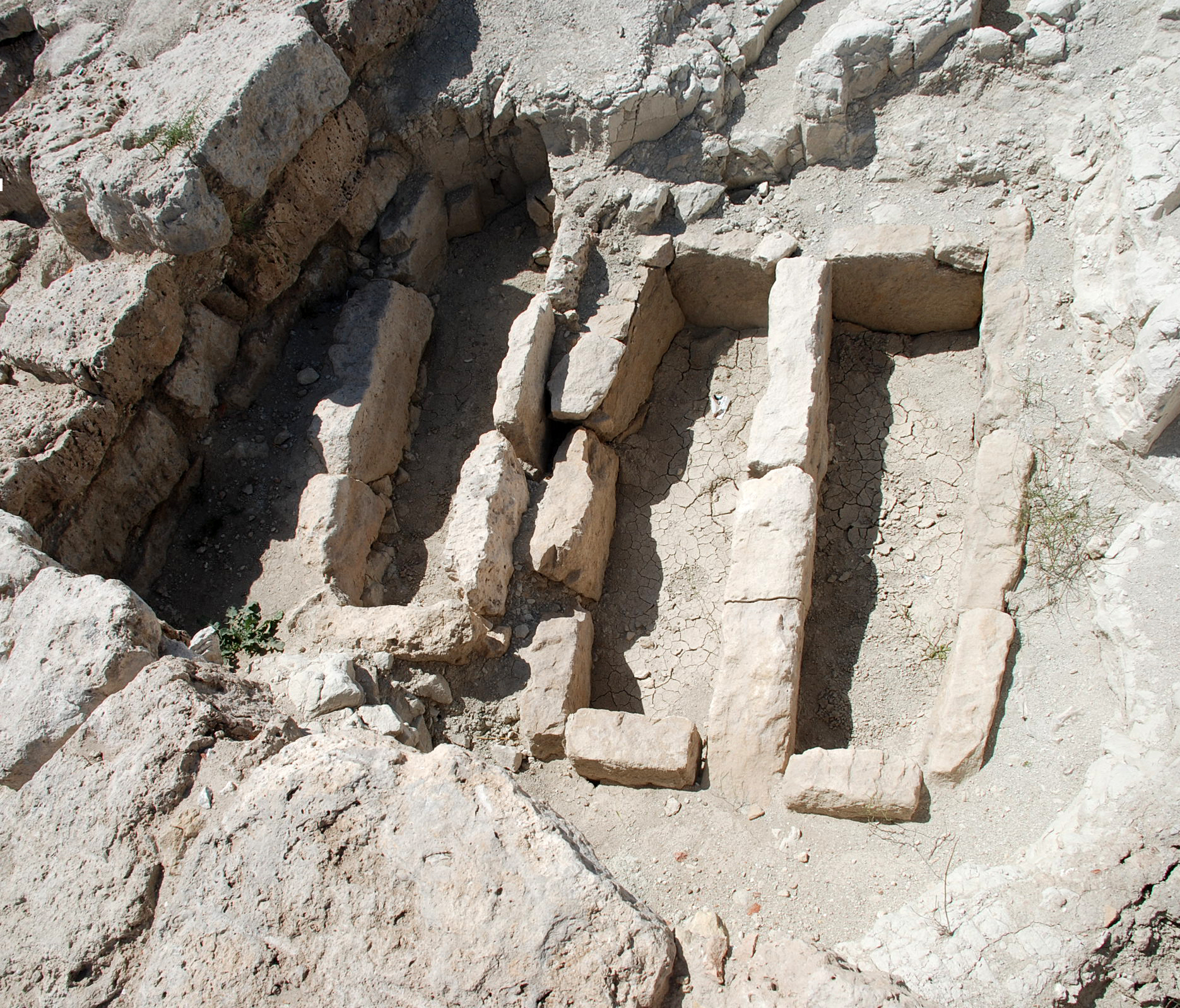
Sitio arqueológico La Poza

El Poblado medieval de La Poza - Santa María de La Aldea es una aldea medieval con una historia de al menos cinco siglos, con la iglesia como núcleo central. Se han recuperado algunos fragmentos de dos ventanas visigodas, así como el horno utilizado para fundir la campana. En las excavaciones han aparecido varias figuras en bronce, un cáliz, alianzas, sarcófagos, cerámicas, herramientas y numerosos silos. El yacimiento está formado por una gran necrópolis, en la que han aparecido más de setecientos cuerpos, que se han catalogado. Todos los restos aparecidos pasaron al Museo Arqueológico de Palencia, algunos sarcófagos fueron trasladados al Museo del Cerrato. El yacimiento se descubrió en el año 2009, durante las obras de construcción del polígono industrial de Baltaná.

### Patrimonio etnológico
Bodegas de Baltanás

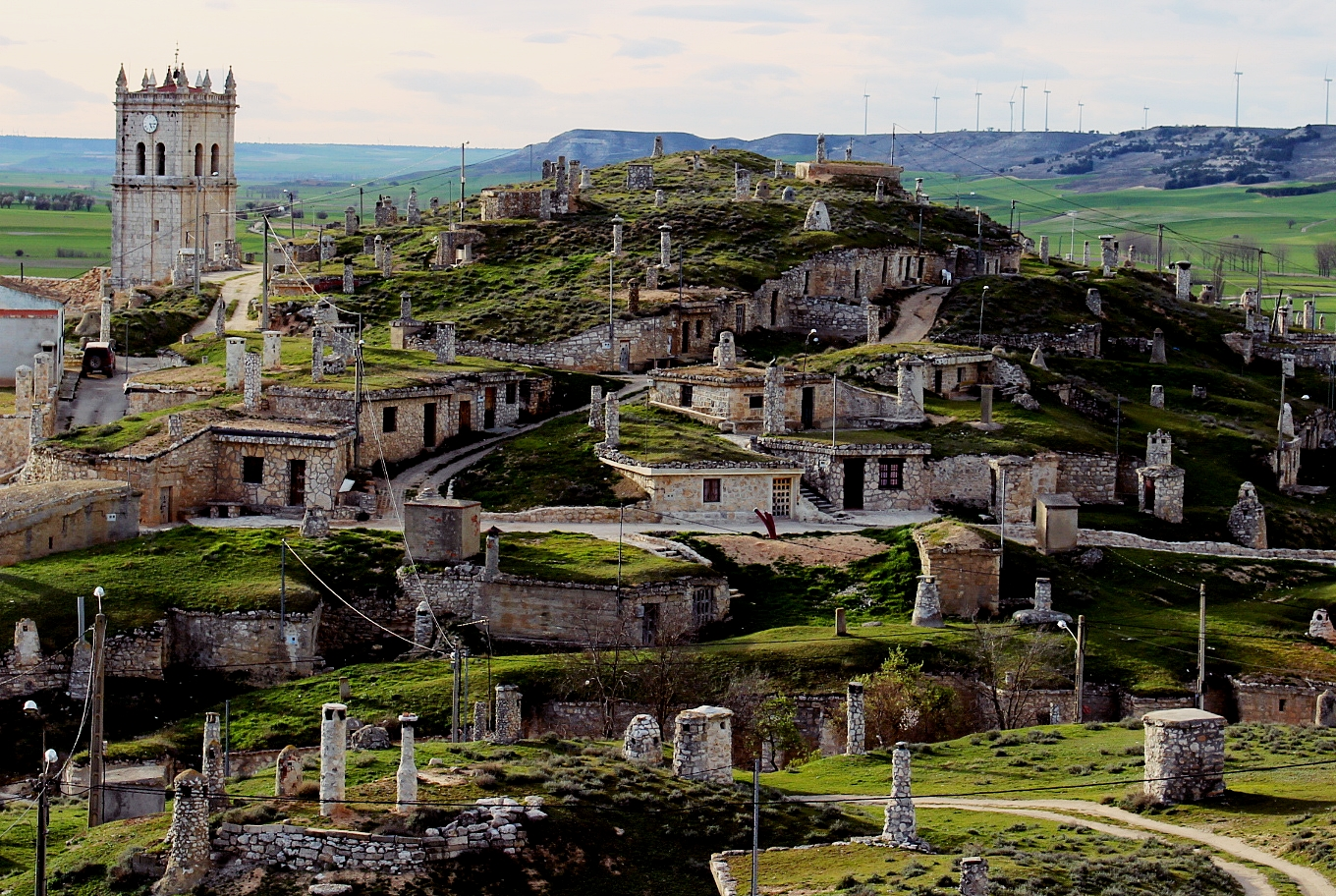
Panorámica de las bodegas de Baltanás

Las Bodegas de Baltanás constituyen un conjunto de 374 bodegas subterráneas situadas en 6 niveles superpuestos, considerado como el mayor conjunto de bodegas de España. Se localiza en un cerro conocido como cerro del Castillo. Son espacios excavados bajo el terreno arcilloso donde tradicionalmente se elaboran y conservan vinos, gracias a las condiciones del terreno es posible garantizar unas condiciones de humedad y temperatura estables durante todo el periodo del año. Está catalogado como Bien de Interés Cultural como Conjunto Etnológico. En 2020 se restauró el Lagar Comunal como centro Centro etnológico de la elaboración tradicional del vino y como centro de recepción de visitantes de las Bodegas.

Chozos pastoriles

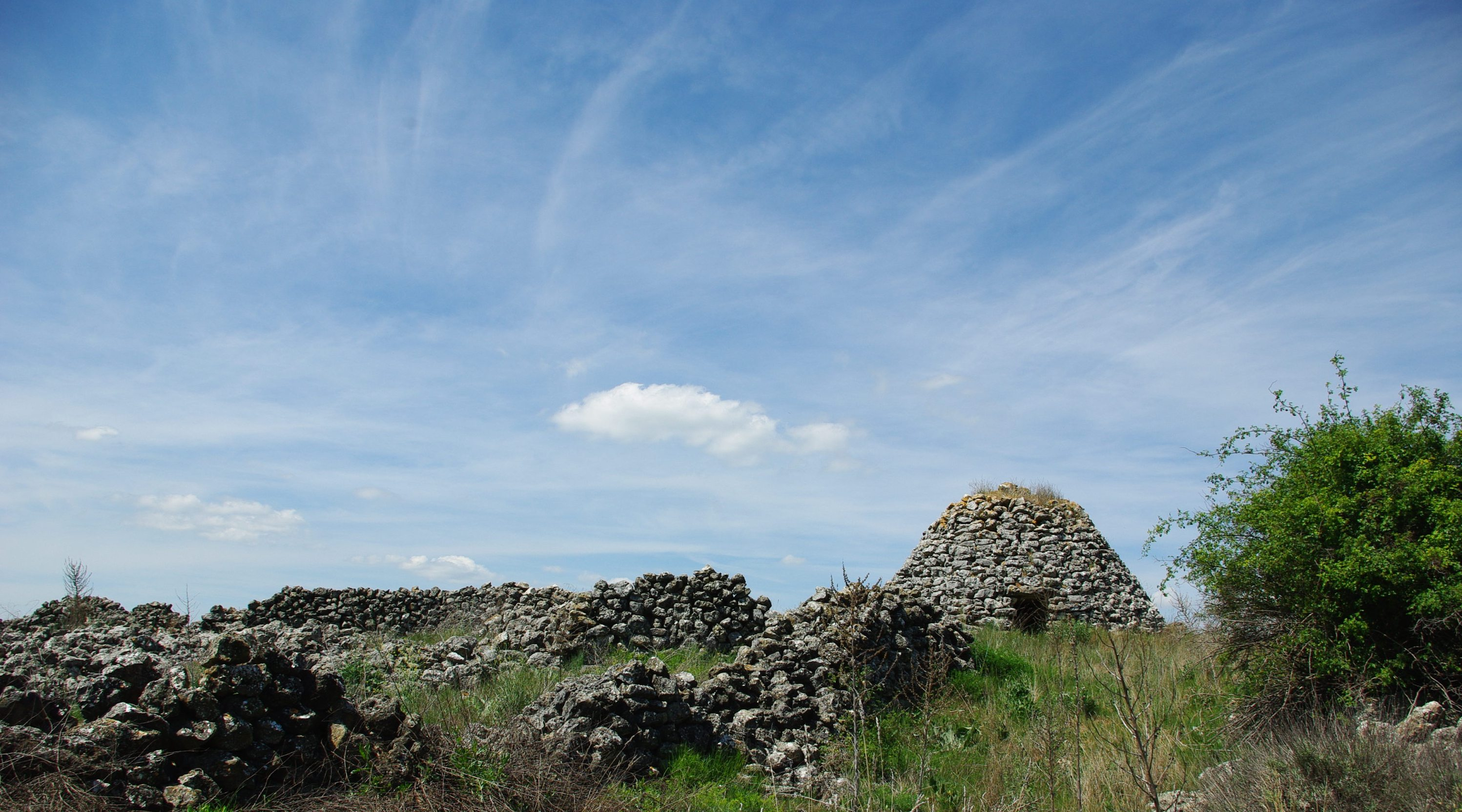
Chozo de pastor y corral

Las Cabañas de Pastores o chozos son viviendas temporales para pastores que hacían la trashumancia en la cercana Cañada Real Burgalesa, que pasa por el extrarradio del municipio o ganaderos que tenían sus explotaciones ganaderas alejadas del casco urbano. Estas construcciones tienen una altura y base media de 4 metros. Son de forma cónica y planta circular. Están construidas en piedra caliza sin argamasa y cerradas con una falsa cúpula. La entrada suele ser muy baja. El suelo interior suele ser de tierra apisonada cubierta de paja, para hacer más cómodo el lecho y que alberga un pequeño grupo de piedras para hacer encima fuego. Junto a esta edificación se encuentran las corralizas, un cercado de piedra de un metro de altura aproximadamente, con forma rectangular para mantener a guarda el rebaño, solía tener una o dos puertas de tablones de madera para el acceso. En la comarca del Cerrato se han catalogado más de 300, de las cuales 137 cabañas están situadas en el término municipal de Baltanás, algunas en muy buen estado y otras casi destruidas. En el año 2014 se crearon dos rutas turísticas por estas construcciones, una por el Páramo San Antón y otra ruta por la zona de San Gregorio. En la plaza de San Pedro, en la entrada al municipio, se ha realizado una cabaña a escala como homenaje a los pastores.

## Cultura

### Instalaciones culturales
Museo del Cerrato Castellano

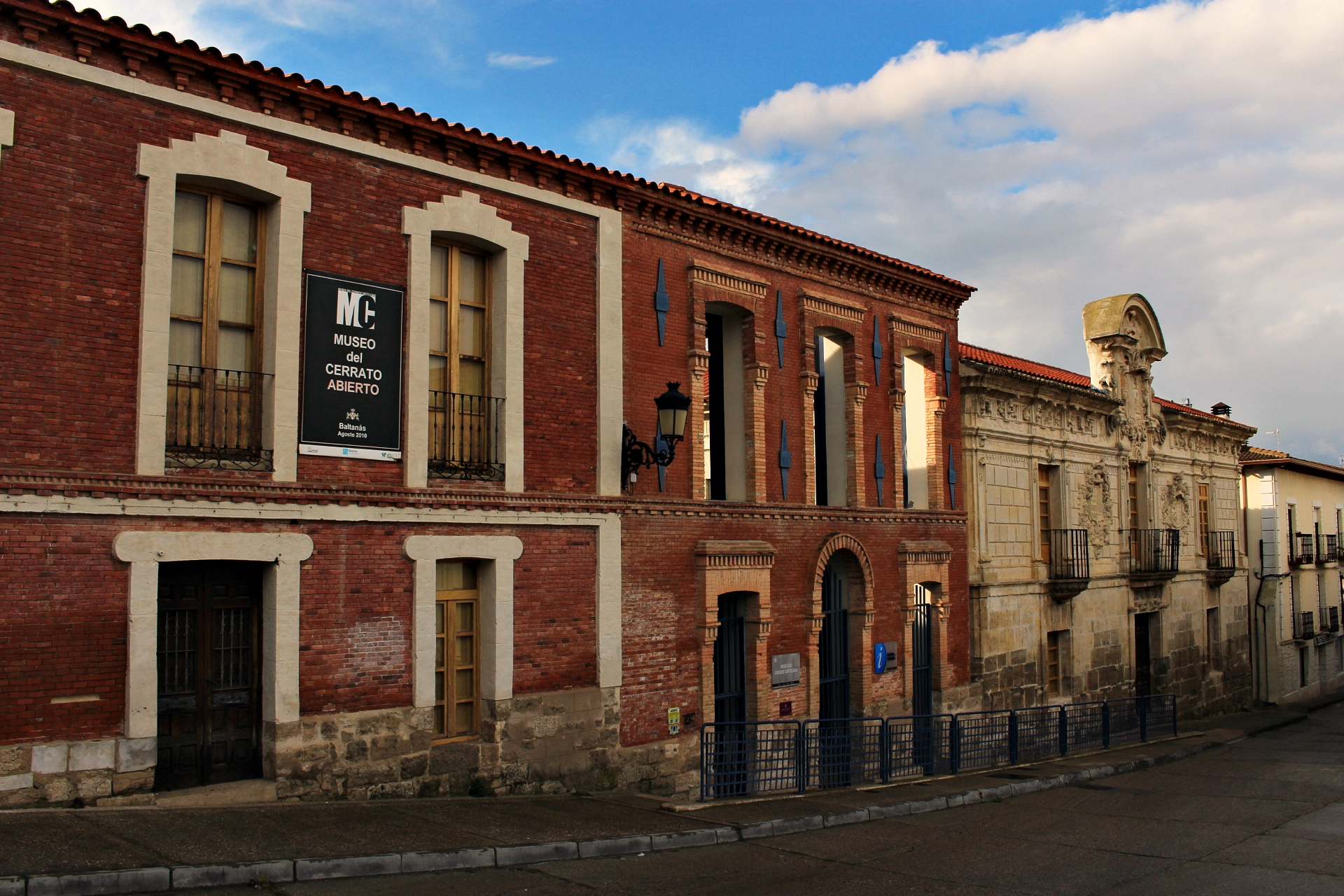
Fachada del Museo del Cerrato

El Museo del Cerrato Castellano se encuentra instalado en dos conjuntos arquitectónicos que conforman un espacio museográfico unitario de 1640 m². En la estructura principal se encuentra el Palacio-Hospital de Santo Tomás del siglo XVIII y de estilo barroco, destacan su espectacular fachada y su singular patio. El Museo se completa con dos edificaciones aledañas de ladrillo modernistas, que acogen al espacio dedicado a centro de interpretación del Cerrato Castellano. El museo cuenta con una pinacoteca con obras pictóricas de afamados artistas cerrateños, palentinos y castellanoleoneses como Juan Antonio Morales, José Casado del Alisal, Eugenio Oliva, Aurelio García Lesmes, José Vela Zenetti o Mariano Barbasán. Además, este centro de divulgación de la Comarca del Cerrato cuenta con una colección de arte sacro, una sala de la historia del Cerrato, una sala de patrimonio arqueológico y una sala de exposiciones temporales que cambian mensualmente. Este museo está abierto al mundo de la cultura de Baltanás, celebrándose en sus instalaciones conciertos, exposiciones, conferencias y presentaciones de libros.

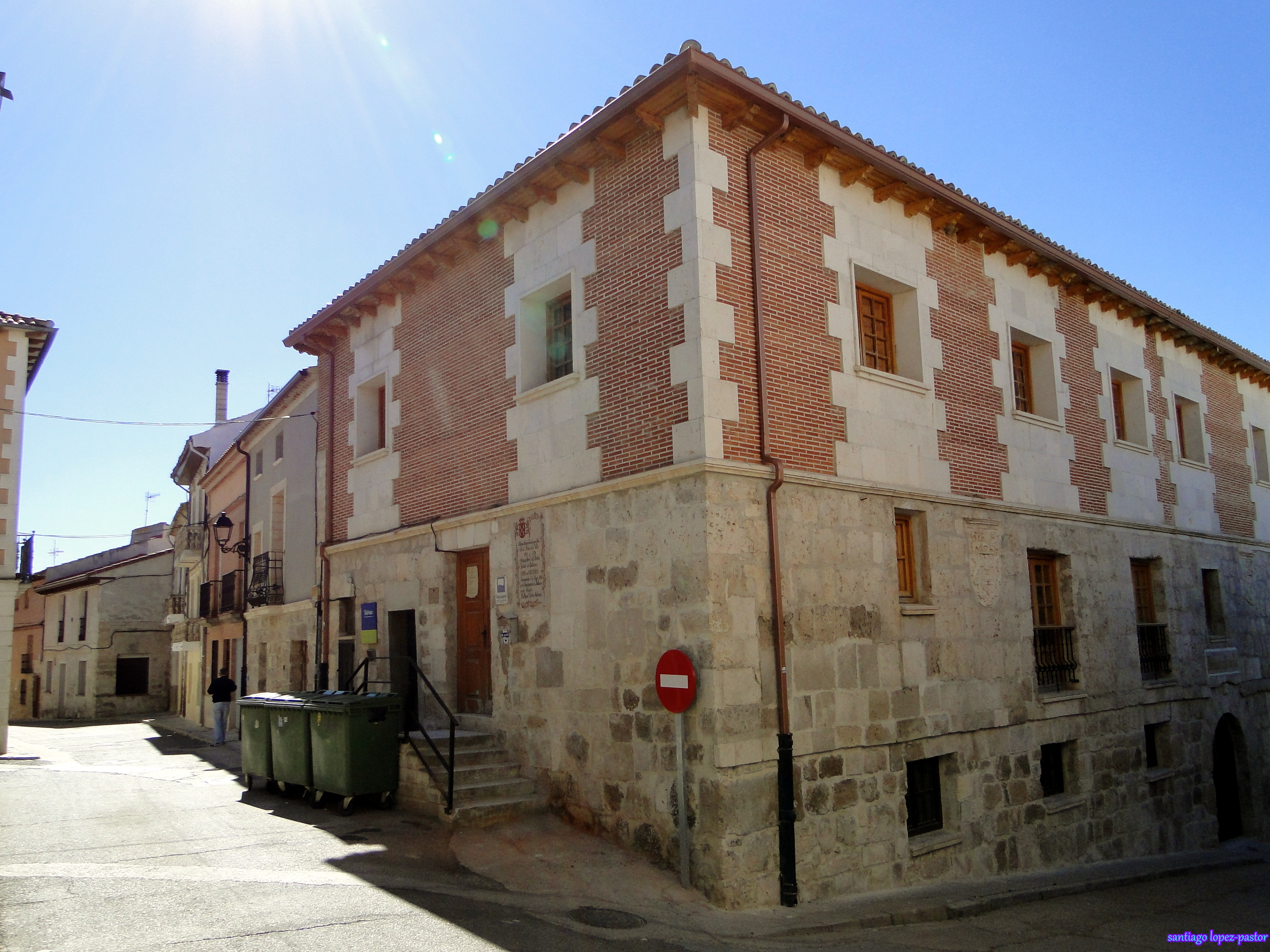
Casa de Cultura
Se encuentra en la calle Escuelas, en un edificio de tres plantas, construido en piedra de sillería y mampostería en las dos primeras plantas y en ladrillo en la planta alta. Se fundó en 1751 como “Antigua Casa de Escuela para niños y Real Pósito de la Villa”, posteriormente pasó a ser la cárcel del partido judicial de Baltanás. En 1949 se convirtió en Casa de Cultura. Alberga en sus instalaciones la biblioteca municipal, sala de ordenadores y sala de exposiciones.

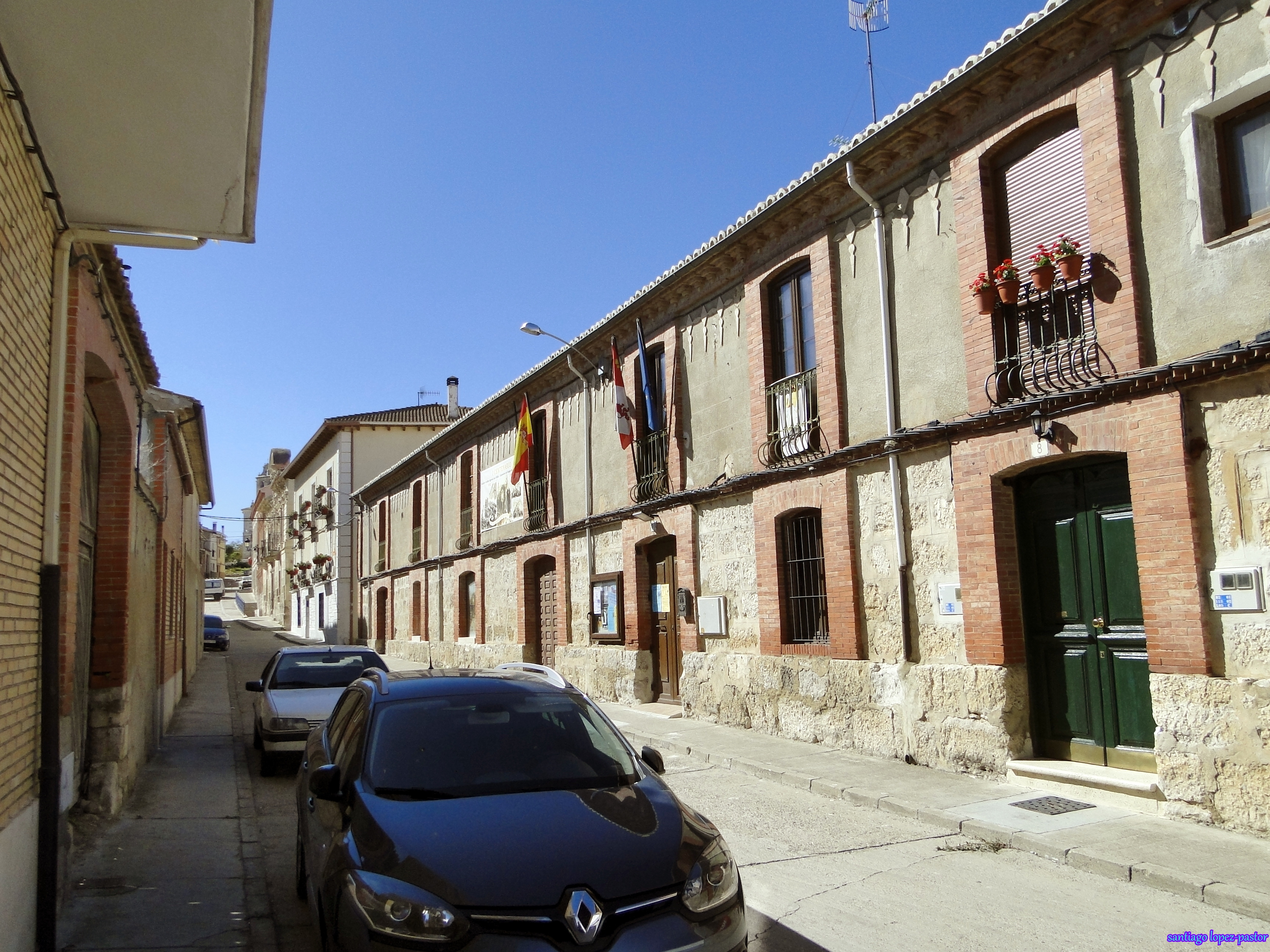
Centro cultural Cooperativa San Millán
El edificio fue Inaugurado en el año 1919 como sede social del Sindicato Católico Agrario San Millán de Baltanás fundado en 1912, actualmente se utiliza como teatro, sala de cine y salón de actos. Edificio de estilo modernista, construido en piedra de sillería en la parte inferior y ladrillo de la época en la parte superior, la fachada está decorada con adornos y cenefas. Además, cuenta con varios balcones realizados en forja.
Centro de recepción de visitantes de las Bodegas de Baltanás Lagar comunal
Es un espacio de titularidad pública como lugar para la recepción de visitantes de las Bodegas de Baltanás. Consta de dos edificios, por un lado el edificio del lagar comunal, que sirve para el prensado y elaboración del vino de manera tradicional. Por otro lado, está el edificio de servicios, en el que se encuentran los baños públicos.

### Música
- Escuela de Música de Baltanás. La escuela de música de Baltanás inaugurada en el año 2004, tiene su sede en el edificio de usos múltiples situado en la calle Real. Cuenta con 70 alumnos de entre 3 y 70 años. Al centro de educación musical acuden alumnos procedentes de Antigüedad, Baltanás, Castrillo de Don Juan, Cevico Navero, Hornillos de Cerrato, Palencia, Torquemada y Villaviudas. A cargo de la dirección está Jonatan Fernández Ipiña, desde 2016. Además del director, cuenta con ocho profesores. En la escuela de música se imparten las asignaturas de lenguaje musical, saxofón, clarinete, batería y percusión, flauta travesera, música y movimiento, guitarra eléctrica, guitarra española, trompeta, trombón, tuba, piano y solfeo.[114][115][116]
- Coro parroquial Virgen de Revilla. El coro parroquial de Baltanás surgen en la década de 1940 de la mano de Indalecio Gutiérrez Peral, coadjutor de la parroquia de Baltanás con un grupo de niñas del colegio de las Hijas de la Caridad de Baltanás. El actual coro fue fundado en el año 1991 en el seno de la Asociación de Amas de Casa de Baltanás, con el objetivo de promocionar la cultura, el fervor, la religiosidad y la tradición en Baltanás. Inicialmente, el coro estaba formado por 24 mujeres, bajo la dirección de Teresa Mañueco. En la actualidad, el coro es mixto y cuenta con una veintena de integrantes de distintas edades y está dirigido por Carmen Fombellida.[2][117]
- Coro de Voces de Tancarranquillo.[2]

### Danza
- Grupo de Danzas Tradicionales la Cobata. La escuela de danzas tradicionales castellanas se fundó en 1970 de la mano de la Sección Femenina. Años después, formó parte de la Asociación Cultural Eldana, de Baltanás. El grupo infantil comenzó su andadura en el año 2000, aunque años antes ya se organizaban clases de danzas para los niños. El grupo de danzas ha bailado por toda la geografía española y han tenido alguna actuación en el extranjero. Tiene su sede en el edificio de usos múltiples La Carolina.[118] El Grupo de Danzas La Cobata se unió a la Escuela de Danzas de la Diputación de Palencia en el Curso 2009-2010.[33]

### Festividades y eventos
- Fiestas en honor a San Gregorio. Se celebra el 9 de mayo. Desde el siglo XVIII se celebra la fiesta de San Gregorio con una romería donde se traslada una talla del santo desde la iglesia de San Millán hasta la campera acompañado por baltanasiegos y autoridades del municipio y una comida comunal, donde acude todo el pueblo a celebrarlo.[92]

- Fiestas en honor a Nuestra Señora de Revilla. Se celebra el 8 de septiembre. Cofradía Nuestra Sra. De Revilla y San Gregorio (Fundada en 2004, cuenta con más de 400 cofrades. Cobra especial relevancia con las fiestas patronales de Baltanás)[119]
- Fiestas en honor a San Millán. Se celebra el 12 de noviembre

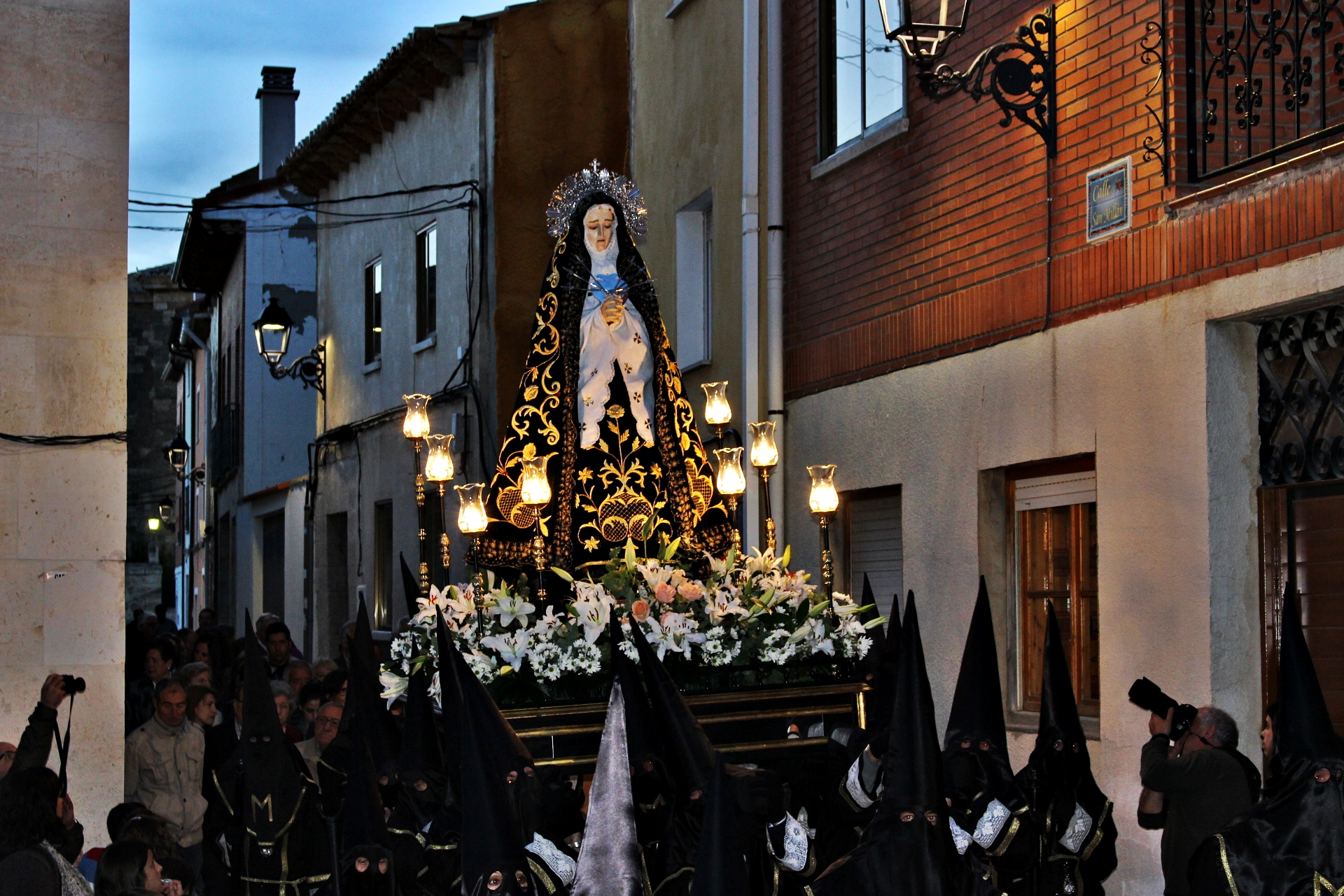
Procesión en Baltanás. Image de Nuestra Madre Dolorosa.

- Semana Santa. Procesión en Baltanás. Image de Nuestra Madre Dolorosa.Baltanás cuenta con cinco cofradías, Santo Cristo de la Salud, La Piedad, Vera Cruz y Cristo de Balaguer, la Soledad y Nuestro Padre Jesús Nazareno y Santo Sepulcro.[119][120] La imaginería de la Semana Santa de Baltanás destaca por tallas como a talla del Ecce-Homo, de Gregorio Fernández, la Piedad (siglo XV), el Cristo románico de Balaguer (siglo XIII), el Cristo de la Salud (siglo XVI), el Niño de Pascua (siglo XVIII), Santa Elena (siglo XVI), Nuestra Madre Dolorosa (siglo XVII) Y el conjunto del Santo Sepulcro y la Cruz de Espejos (siglo XVII).[120][121][122]
- Fiesta del Árbol: Baltanás fue uno de los primeros lugares en España en sumarse en esta fiesta. La primera edición se celebró en 1917 y desde entonces, cada 21 de marzo los niños del municipio conmemoran este día plantando plantan árboles.[123][124]
- Eventos gastronómicos. El ayuntamiento de Baltanás junto con la Diputación de Palencia celebran anualmente dos eventos gastronómicos. Uno de ellos es la Feria del Queso y el Vino, que tiene carácter nacional y que se celebra en el primer fin de semana de noviembre. Otras de las citas gastronómicas es la Feria del Cerrato, que tiene carácter provincial y comarcal que se celebra en el primer fin de semana de agosto.[120]

### Deporte

#### Instalaciones deportivas
- Polideportivo municipal. Localizado en el barrio de Fuentepino, junto al colegio San Pedro y las piscinas municipales. Cuenta con un pabellón polideportivo de 1100 m², gradas en dos alturas, almacén de material deportivo y sala de control de acceso.[125][126]

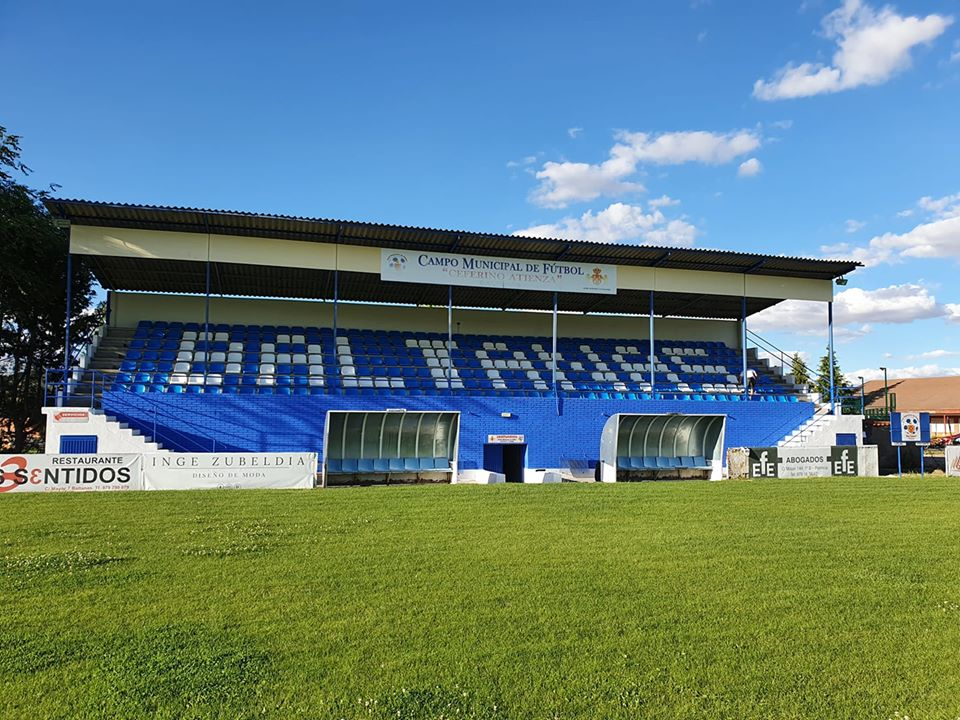
Campo de fútbol de Baltanás

- Campo municipal de fútbol Ceferino Atienza. Localizado en la entrada al municipio. Es un campo de fútbol de hierba natural construido en los años 80, denominado campo de fútbol Fuentepino, por ubicarse cerca del barrio del mismo nombre. En el año 2010 cambió su nombre por el de Ceferino Atienza, uno de los impulsores del fútbol baltanasiego. El complejo cuenta con una grada cubierta para la afición con una capacidad de 276 personas, vestuarios, baños para el público y un bar. En este campo tiene su sede el Club Deportivo de Fútbol Baltanás.[119]

- Pista de Downhill Pico Las Chinchas. Situada en el cerro de Picos las Chinchas es una pista de descenso de Downhill, un deporte que consiste en el descenso por laderas y montes en bicicleta a máxima velocidad. Esta pista enmarcada en una zona natural contiene varios obstáculos como peraltes, saltos de madera, zonas de piedras y baches.[127] Su uso está restringida a expertos. En esta pista se celebra anualmente el Campeonato de Castilla y León BTT Descenso organizado por la Federación española de ciclismo.[128]

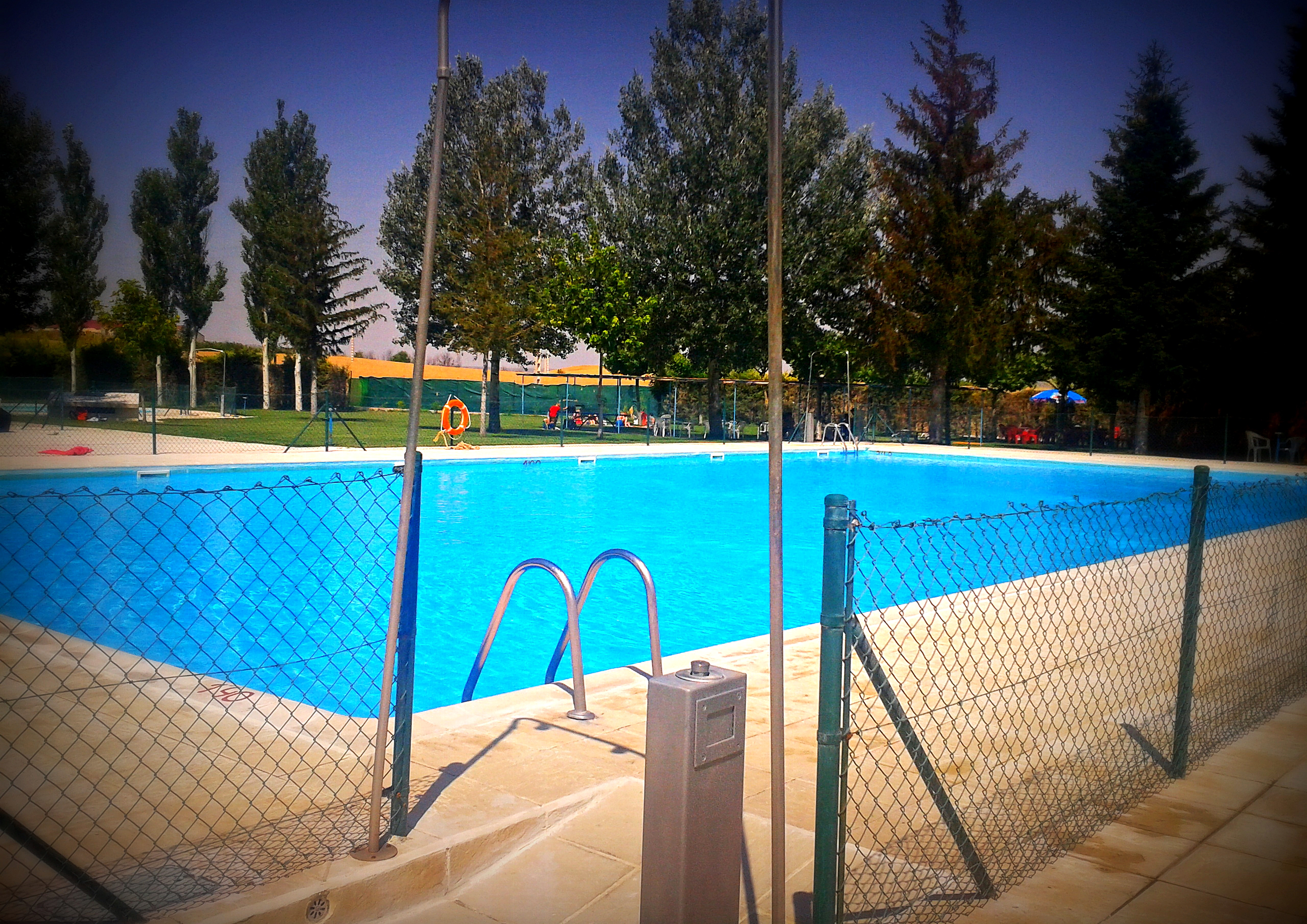
Piscinas municipales

- Piscinas municipales. Abiertas desde principios del mes de julio hasta finales del mes de agosto. El complejo dispone de tres vasos, una amplia zona ajardinada con césped natural, vestuarios, duchas y baños adaptados para personas con movilidad reducida, bar-quiosco, zona sanitaria, recepción, zona cubierta para comer y mesa de ping pong. Dispone de zona wifi gratuita en toda la instalación.[129][130]

- Circuito deportivo de Pump Track. Situado en el paraje de las adoberas, es una pista de Pump Tranck de carácter municipal para el entrenamiento de monopatines y bicicletas. Cuenta con una pista de 600 m² que contiene tres rectas de diferentes perfiles y cuatro curvas formando peraltes, en un único sentido para evitar accidentes.[131][132][133] En estas instalaciones se celebra anualmente el Pump Track Fest.[134]

- Pista deportiva de Pádel. Situada en las inmediaciones del colegio San Pedro y del campo de fútbol Ceferino Atienza. Se construyó en el año 2018.[135]

- Campo de Tiro Los Ollones. Es un campo de tiro al plato reglamentario ubicado en la zona de Los Ollones, a un kilómetro de Baltanás. Este complejo deportivo está homologado por la Real Federación Española de Tiro Olímpico en la modalidad de mini foso. Es el único campo de estas características de la Provincia de Palencia. El campo se construyó en el año 2008 y cuenta en sus instalaciones con una zona cubierta para los tiradores, un foso para la máquina lanzadora, almacén y zona ajardinada. En este campo tiene su sede el Club de cazadores de Baltanás.[136][119]

#### Eventos deportivos
- Media Maratón del Cerrato. Este evento deportivo de carrera consta de una distancia de 21 097 metros. Tiene su inicio en la ermita de Nuestra Señora de Garón en Antigüedad, finalizando en la plaza España de Baltanás. Se ofrece a los participantes un servicio guardarropa, duchas, vestuarios. Además de esta prueba, se organiza otra con menor recorrido para niños en un circuito urbano preparado por el centro de Baltanás. Se celebra anualmente en el mes de mayo. En 2019 se celebró su 35 edición. El evento está organizado por el Club Deportivo Atletismo del Cerrado, con sede en Baltanás.[137]
- Prueba de descenso Downhill de Baltanás. Prueba anual del Campeonato de Castilla y León BBT Descenso, organizada por la Federación española de ciclismo. Se celebra anualmente en el mes de julio. En el año 2019 se realizó la cuarta edición.[138]
- Carrera solidaria de Carnaval. Es una carrera solidaria de carácter urbano con una distancia de 5000 metros. El recorrido tiene su salida y meta en la plaza de España de Baltanás, pasando por lugares emblemáticos de la localidad como las Bodegas de Baltanás. Está organizada por la Obra social de la Fundación La Caixa junto con la Diputación de Palencia, el Club Deportivo Atletismo del Cerrato y el Club Cuatro Cantones. Su recaudación se destina cada año a una asociación diferente. Se realiza anualmente en el mes de febrero.[139]

#### Clubes deportivos
- Club Deportivo Fútbol Baltanás. Fundado en la década de los 40. Tiene su sede en el campo municipal de fútbol Ceferino Atienza. La época dorada del club fue entre 1972 y 1990 llegando primera categoría regional. El club y el fútbol en Baltanás se mantuvieron hasta el año 2000, fecha en la que desapareció ante la falta de relevo, hasta que en 2007 se reanudó el club. Actualmente, el club cuenta con cuatro equipos en las categorías benjamín, alevín, infantil y cadete.[140][141]
- Club Ciclismo Baltanás.[142]
- Club Digar Ciclista de Downhill. Es el organizador del campeonato de Downhill de Baltanás.[138]
- Club Deportivo Atletismo del Cerrato. Entre otras actividades de promoción del deporte, es junto con el Ayuntamiento de Baltanás el organizador de la prueba anual Media Maratón del Cerrato.[142]
- Club de Cazadores de Baltanás. Tiene su sede en el campo de tiro Los Ollones.[136]

## En la cultura popular
El pueblo aparecía frecuentemente mencionado en la webserie/serie de televisión "Qué vida más triste" emitida a través de internet y, posteriormente, a través de La Sexta. En el programa, Baltanás era el pueblo de los padres del protagonista, Borja Pérez (Borja Pérez), al que el mismo Borja viajaba esporádicamente. Curiosamente, el pueblo es en realidad el pueblo de la familia del propio actor, siendo este dato similar al del personaje que interpreta.